# Hemliga Markusevangeliet
| Fresk avsedd att föreställa evangelisten Markus, vilken enligt en text tillskriven Klemens av Alexandria också hade skrivit en längre och mystisk version av sitt evangelium. Av detta evangelium finns i så fall endast de två fragment bevarade som citeras i denna text, återgiven till höger. |  | Fresk avsedd att föreställa evangelisten Markus, vilken enligt en text tillskriven Klemens av Alexandria också hade skrivit en längre och mystisk version av sitt evangelium. Av detta evangelium finns i så fall endast de två fragment bevarade som citeras i denna text, återgiven till höger. |
| Fresk avsedd att föreställa evangelisten Markus, vilken enligt en text tillskriven Klemens av Alexandria också hade skrivit en längre och mystisk version av sitt evangelium. Av detta evangelium finns i så fall endast de två fragment bevarade som citeras i denna text, återgiven till höger. |  | |

Hemliga Markusevangeliet eller Mystiska Markusevangeliet (grekiska: τοῦ Μάρκου τὸ μυστικὸν εὐαγγέλιον, tou Markou to mystikon euangelion), även Längre Markusevangeliet, avser en förment längre och hemlig eller mystisk utgåva av Markusevangeliet. Evangeliet är omvittnat endast i ett omstritt brev, vilket uppges vara skrivet av den alexandrinske kyrkofadern Klemens (cirka 150–cirka 215). Detta brev finns i sin tur bevarat enbart genom fotografier av en grekisk handskriven text i vad som verkar vara 1700-talshandstil på några tidigare tomma sidor längst bak i en tryckt bok från år 1646. I brevet sägs Hemliga Markusevangeliet vara en utökad version av Markusevangeliet avsedd för de invigda.

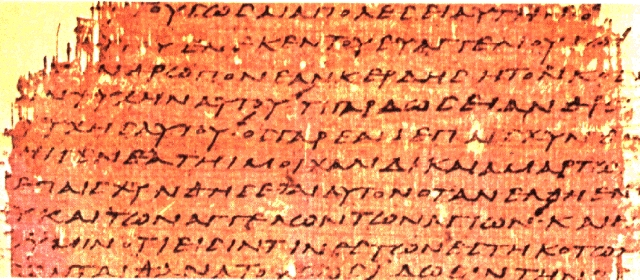
Markus 8:35–9:1 i Papyrus 45 (P^{45}) från cirka år 250 – den äldsta bevarade handskriften av Markusevangeliet.

Bibelns Markusevangelium, som är ett av de fyra evangelier som ingår i Nya testamentet, författades enligt den kyrkliga traditionen av en viss Markus baserat på vad denne hört Petrus, en av Jesu närmaste lärjungar, berätta. Denne Markus identifieras i sin tur som regel med den Johannes Markus som enligt Nya testamentet kände både Petrus och Paulus. Den etablerade uppfattningen bland forskare är att det är det äldsta av evangelierna, daterat till mitten av 60-talet av dem som förlitar sig på traditionen, medan majoriteten kritiska forskare, vilka ofta betvivlar att evangeliet baseras på Petrus undervisning, som regel daterar det till tiden strax före eller efter Jerusalems förstörelse år 70.
I brevet skriver Klemens av Alexandria till en i övrigt okänd Theodoros att Markusevangeliet fanns i tre utgåvor. Han säger att Markus först skrev om Jesu gärningar i Rom. När Markus senare kom till Alexandria utökade han där det ursprungliga evangeliet från de minnesanteckningar han medförde och skapade ett andligare evangelium som var bättre lämpat ”för sådant som främjar kunskapen” och för att undervisa ”dem som var i färd med att fullkomnas”. Detta evangelium, som fått namnet Hemliga Markusevangeliet, läses enligt Klemens ”endast för dem som är i färd med att invigas i de stora mysterierna.” Gnostikern Karpokrates ska senare ha lurat till sig en avskrift av evangeliet och ha blandat ”in de skamligaste lögner” i det, däribland uttrycket ”naken man med naken man”. Karpokrates evangelium utgör den tredje versionen av Markusevangeliet. Klemens återger två utdrag ur Hemliga Markusevangeliet som inte förekommer i Markusevangeliet, och där det längre av dessa utdrag innehåller en berättelse om hur Jesus uppväcker en ung man från de döda i en scen som liknar den i Johannesevangeliet där Jesus uppväcker Lasaros.
Morton Smith, professor i antikens historia vid Columbia University, uppgav att han upptäckte brevet i samband med att han erhållit tillstånd att under några veckor sommaren 1958 katalogisera böcker i det grekisk-ortodoxa munkklostret Mar Saba utanför Jerusalem i Israel. Brevets äkthet, och därmed också det Hemliga Markusevangeliets äkthet, är ifrågasatt, med en grupp forskare som menar att brevet troligen är en förfalskning, och en annan grupp som menar att det troligen är äkta och att det därmed en gång har funnits en längre utgåva av Markusevangeliet. Forskarsamfundet är delat i frågan och debatten befinner sig i dag i ett läge där positionerna är låsta.

## KlemensbrevetsochHemliga Markusevangelietsinnehåll

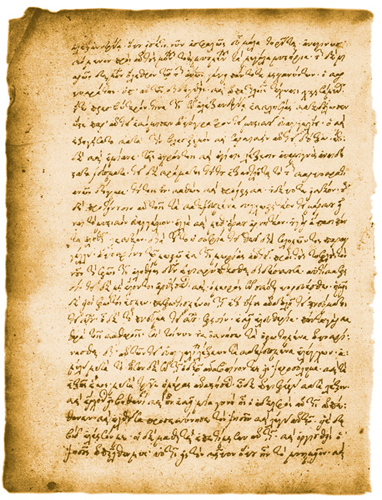
Sidan två av Klemens brev till Theodoros. Det längre citatet ur Hemliga Markusevangeliet inleds längst till vänster på den fjärde raden från slutet med καὶ ἔρχονται εἰς βηθανίαν (och de kommer till Bethania). Sidans verkliga storlek är 198 x 148 mm..

Brevet går under många namn, däribland Mar Saba-brevet, Klemensbrevet, Brevet till Theodoros och Klemens brev till Theodoros. Klemens inleder brevet med att berömma en i övrigt okänd Theodoros (grekiska: Θεόδωρος) för att denne lyckats ”tysta karpokratianernas skändliga läror”. Han säger att de är de kättare som Skrifterna profeterar om och som lever i de kroppsliga syndernas avgrund, i mörkret och i lögnen, och är ”slavar under sina trälabegär”. Det de säger angående evangeliet enligt Markus är antingen helt fel eller om något skulle vara sant ändå osant framställt. Han säger vidare att evangelisten Markus ”under Petrus’ vistelse i Rom” skrev ”om Herrens gärningar” och ”sedan Petrus lidit martyrdöden, kom … till Alexandria och medförde både sina egna och Petrus’ minnesanteckningar” (eller ”det han mindes av det Petrus berättat”). Där lät han föra över ”till sin första bok” (rimligen det bibliska Markusevangeliet eller en version därav) ”det som passar med sådant som främjar kunskapen” (grekiska: γνῶσις, gnōsis) och därmed skapa ”ett andligare evangelium”. Detta var avsett för dem ”som var i färd med att fullkomnas” medan det andra evangeliet innehöll endast sådant som Markus ”ansåg nyttigast till att öka katekumenernas tro”. Utöver detta fanns ännu större hemligheter som Jesus hade undervisat om, men som Markus inte hade skrivit ned.
När Markus dog efterlämnade han detta evangelium till kyrkan i Alexandria där det lästes för dem som invigdes ”i de stora mysterierna.” Men Karpokrates lyckades förmå en presbyter vid kyrkan att förse honom med en kopia av evangeliet och denna avskrift lät han tolka enligt ”sin hädiska och köttsliga lära” och dessutom förvanska genom att infoga rena lögner i texten. För att visa Theodoros att evangeliet inte innehöll det som karpokratianerna påstod att det innehöll, lät Klemens citera två passager ur detta längre evangelium – vilket han vid två tillfällen beskriver som ett mystikon euangelion (antingen ett hemligt evangelium vars själva existens var hemlig, eller ett mystiskt evangelium som visserligen var känt men innehöll dolda budskap), dock utan att påstå att detta var evangeliets egentliga namn. Han använde det som beskrivning på samma sätt som att det skulle vara ett ”andligare evangelium”, för att särskilja det från det kanoniska Markusevangeliet. För Klemens var båda versionerna av evangeliet Markus evangelium.
Den första passagen fanns enligt Klemens infogad mellan Markusevangeliet 10:34 och 10:35 – efter att Jesus på sin vandring mot Jerusalem tillsammans med lärjungarna gör den tredje förutsägelsen om Människosonens lidande, och före det att lärjungarna Jakob och Johannes ber om hedersplatserna vid Jesu sida. Stycket innehåller en uppväckelsescen som tydligt liknar den när Jesus i Johannesevangeliet (11:1–44) uppväcker Lasaros från de döda. Enligt Klemens stod där ordagrant (grekiska: κατὰ λέξιν, kata lexin) följande:
| ”                                        | Och de kommer till Bethania. Och där fanns en kvinna, vilkens broder hade dött. Och hon kom och föll på knä för Jesus och säger till honom, ”Davids son, ha förbarmande över mig.” Men lärjungarna klandrade henne. Och Jesus blev vred och gick iväg med henne till trädgården, där graven var. Och genast hördes från graven ett stort rop. Och Jesus gick fram och rullade undan stenen från dörren till graven och gick genast in där ynglingen var, han sträckte ut handen och reste honom, sedan han fattat handen. Men ynglingen såg på honom och fattade kärlek till honom och började bönfalla honom att han skulle vara med honom. Och de gick ut ur graven och gick in i ynglingens hus. Ty han var rik. Och efter sex dagar befallde Jesus honom. Och när det blivit afton kommer ynglingen till honom klädd i ett linnetyg på bara kroppen och stannade hos honom denna natt. Ty Jesus undervisade honom om Guds rikes mysterium. Men därefter steg han upp och återvände till andra sidan Jordan. | „ |
| – Hemliga Markusevangeliet 1 (1:23–2:11) | |   |

Klemens skriver att uttrycket ”naken man med naken man” inte förekommer i evangeliet, ej heller något annat av det som Theodoros har frågat om. Det enda ytterligare som förekommer i denna del av texten är ett kort tillägg till den inledande meningen i det som nu utgör Markusevangeliet 10:46 och som lyder: ”De kom till Jeriko”, men enligt Klemens löd ”[o]ch han kommer till Jeriko”. Klemens skriver att det i det längre mystiska evangeliet efter detta bara följer:
| ”                                      | ... och där var systern till den yngling som Jesus älskade och hans moder och Salome, och Jesus tog inte emot dem. | „ |
| – Hemliga Markusevangeliet 2 (3:14–16) | |   |

Klemens fortsätter: ”Men de många andra sakerna du skrivit både verkar vara och är lögner.” Just som han ska ge ”den sanna förklaringen” av passagerna slutar brevet.

## Upptäckten avKlemensbrevet

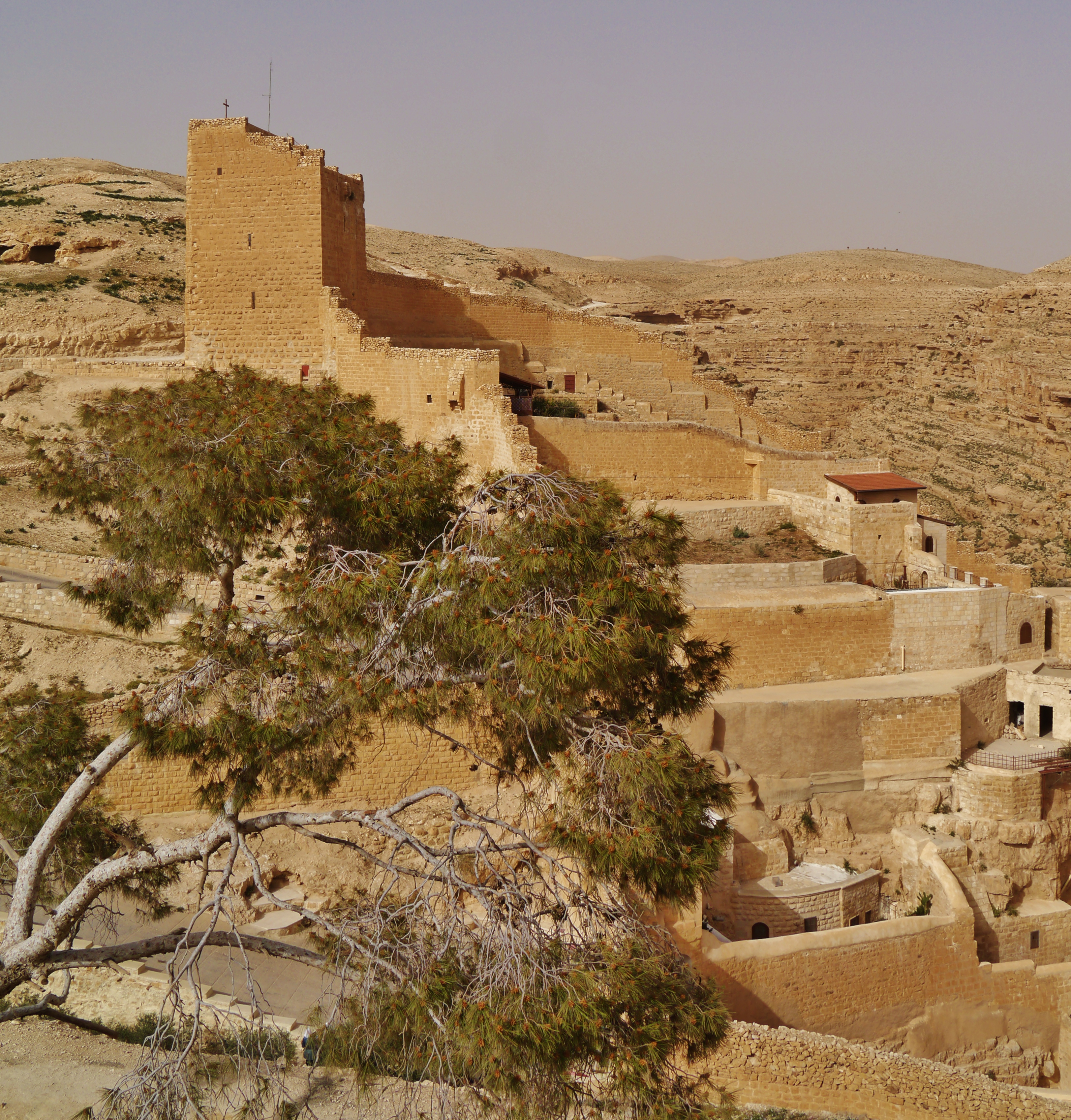
Mar Saba. Uppe till vänster i bilden ligger det norra tornet vari tornbiblioteket är inhyst. Det var där Smith fann Vossius bok med Klemens brev till Theodoros inskrivet på de bakre och tidigare tomma sidorna i boken.

Det var i samband med en resa sommaren 1958 till Jordanien, Grekland, Turkiet, Israel och Västbanken på jakt efter sällsynta handskrifter, som professorn i antikens historia vid Columbia University, Morton Smith, besökte munkklostret Mar Saba, beläget mellan Jerusalem och Döda havet. Smith hade – sannolikt som tack för att han under flera års tid hjälpt till med att samla in pengar till utblottade ortodoxt kristna palestinier som flytt undan 1948 års arabisk-israeliska krig – erhållit tillstånd av patriarken Benedikt I av Jerusalem (1892–1980) att under tre veckors tid genomsöka och katalogisera böckerna i tornbiblioteket i det gamla klostret. Smith hade redan som 26-åring i början av 1942, under en tidigare vistelse i Jerusalem, besökt Mar Saba och i knappt två månader bott där och deltagit i klosterlivet. Nu återvände han vid 43 års ålder i hopp om att kunna hitta några handskrifter av värde, väl medveten om att merparten av de värdefulla skrifterna redan hade överförts till det grekisk-ortodoxa patriarkatets bibliotek i Jerusalem där förhållandena för att bevara böcker var bättre och där risken för stölder var mindre.

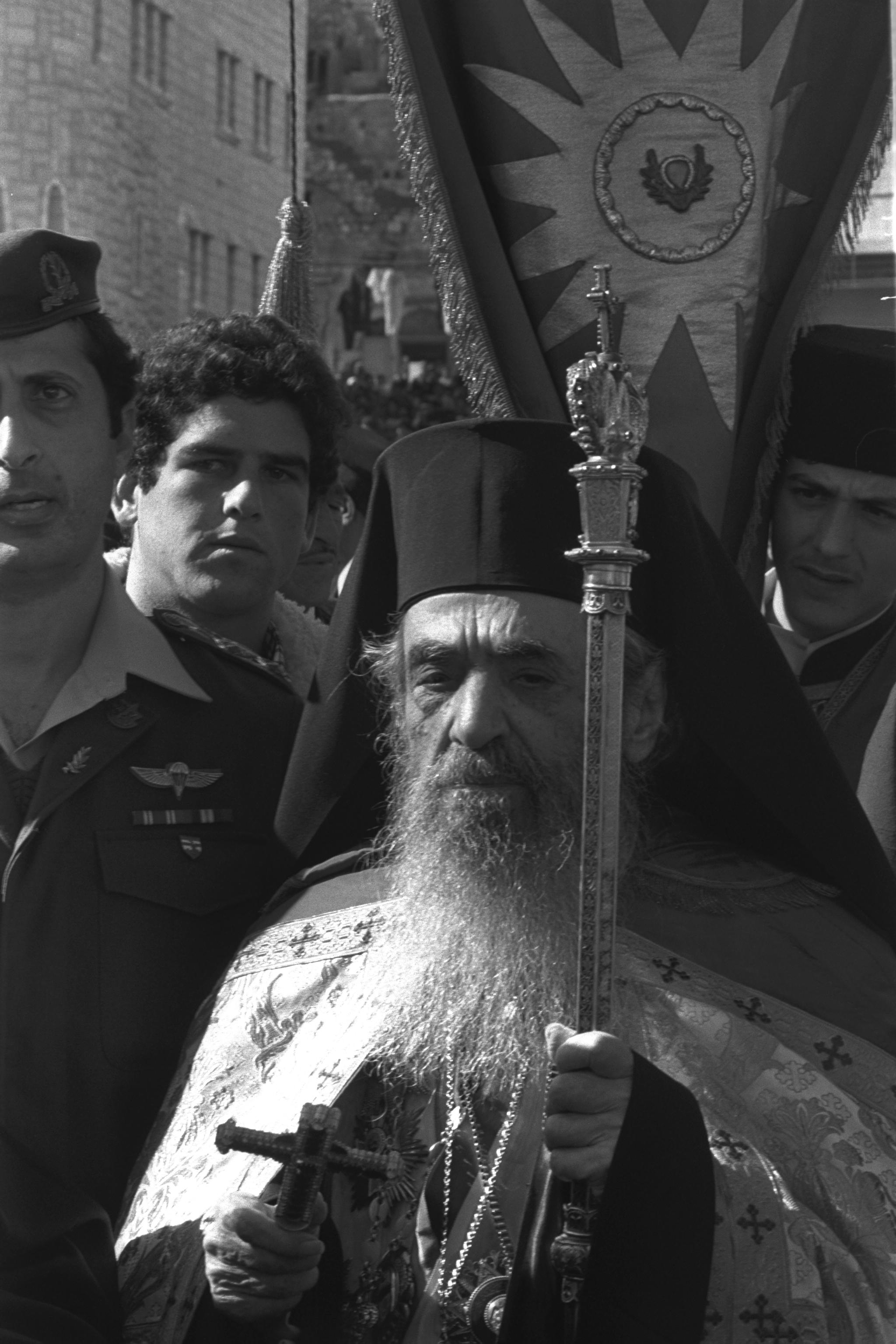
Den grekisk-ortodoxe patriarken Benedikt I av Jerusalem, som gav Morton Smith tillstånd att tillbringa tre veckor i Mar Saba för att studera handskrifterna där.

Varje dag, frånsett söndagarna, beledsagades Smith av en munk upp till tornbiblioteket, där denne munk satt hela dagen medan Smith undersökte volym efter volym av böcker och handskrifter staplade kors och tvärs över golvet och på hyllor längs väggarna i det översta tornrummet. När han hade hittat tre eller fyra volymer innehållande till synes intressanta handskrifter (ofta äldre kasserade sådana som använts för att binda in böckerna) slutade han för dagen och tog med sig dem till sin kammare där han i lugn och ro kunde studera och fotografera texterna. Nästa morgon återvände han till biblioteket med böckerna och samma procedur upprepades. Samtidigt sorterade och katalogiserade han skrifterna.
En dag mot slutet av sin vistelse fann Smith en tryckt bok som innehöll en handskriven text. Han tog med boken till sin kammare och läste där textens överskrift: ”Ur breven från den höghelige Klemens, författaren av Stromata; till Theodoros”. Han visste att Stromata var ett verk av Klemens av Alexandria och trodde sig veta att inga brev av honom hade bevarats. Upprymd över sin upptäckt lät han fotografera sidorna tre gånger. Bokens pärm saknades och även om han kunde se att det var en utgåva av Ignatios brev kunde han inte avgöra vilken utgåva, och han lät därför fotografera också bokens första och sista sidor, och kunde fem månader senare med hjälp av dessa fotografier identifiera boken som Isaac Vossius första utgåva av Ignatios äkta brev från 1646. Smith ville inte förlora värdefull tid och möjligheten till nya viktiga upptäckter genom att ödsla tid på att försöka tyda texten på plats, och väntade därför med detta till efter det att han lämnat Mar Saba.
När Smith återkommit till Jerusalem lät han framkalla filmerna och kunde börja arbetet med att tyda och översätta texten. Han upptäckte då att Klemens utöver att fördöma karpokratianerna också citerade ur en längre och dittills okänd utgåva av Markusevangeliet.

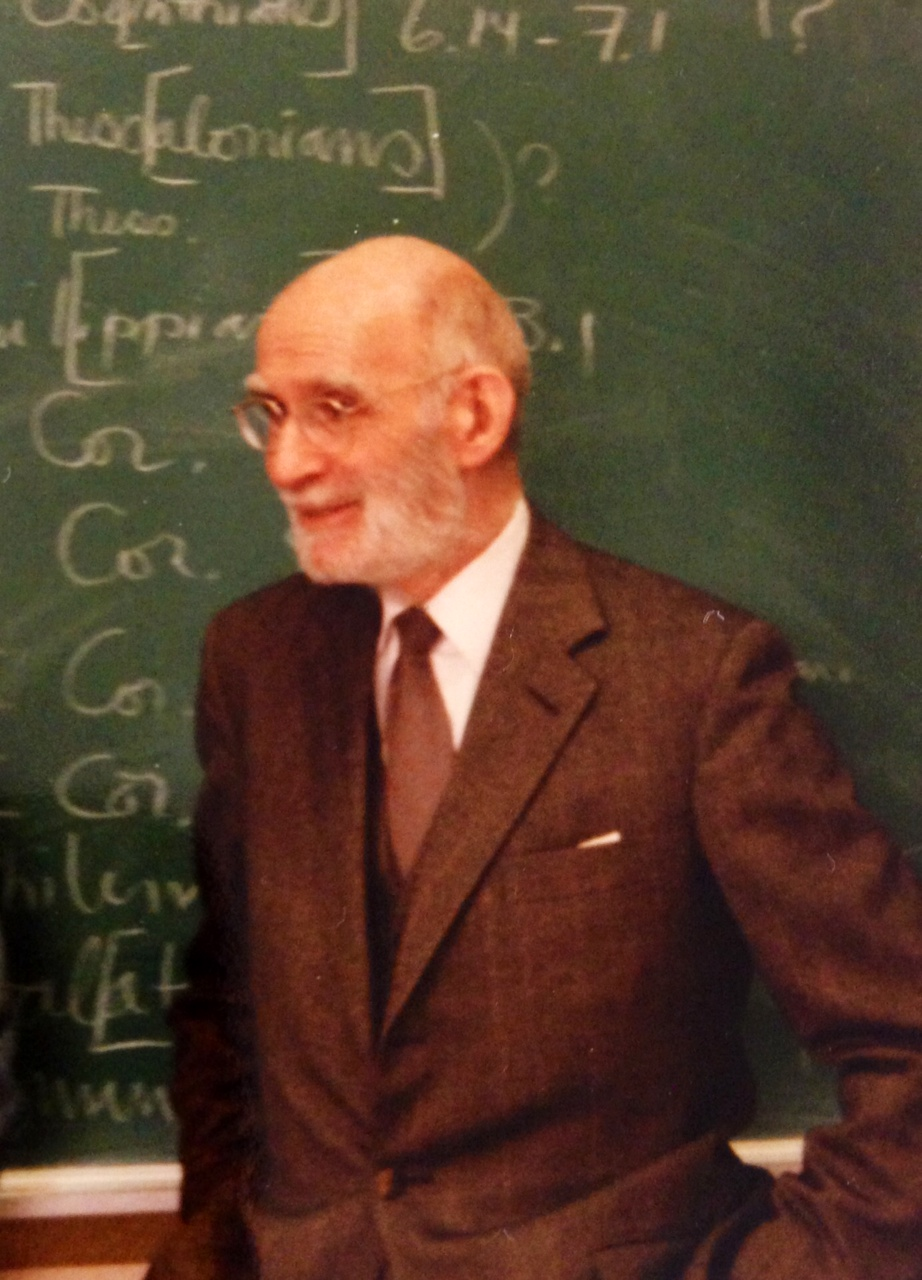
Morton Smith undervisar om Paulus vid ett seminarium på Columbia University år 1989.

Nästan genast delade Smith sin upptäckt med sin gode vän och mentor, professor Gershom Scholem, som var verksam vid Hebreiska universitetet i Jerusalem, där Smith tidigare studerat. Osäker på om brevet och evangeliet verkligen kunde vara äkta, insåg Smith att han måste rådfråga experter på grekisk 1700-talsskrift, experter på Klemens och på Markus, för att kunna avgöra om brevet var äkta. På väg tillbaka till USA träffade han sin tidigare lärare på Harvard, Henry Cadbury, och visade honom brevet. Cadbury ansåg att fyndet var spännande och att brevet kunde vara äkta, men uppmanade Smith att studera det noggrant innan han berättade om det för andra. För att kunna dela upptäckten med andra forskare utan risk att bli bestulen på den, lät Smith i december 1958 lämna in sin egen transkription av brevet med en preliminär engelsk översättning till Library of Congress, för att tillförsäkra sig upphovsrätten. Därefter rådfrågade Smith många experter på skilda områden om deras syn på texten. Två år efter sin upptäckt, den 29 december 1960, lät Smith på ett möte på Society of Biblical Literature offentliggöra brevet.
Smith fortsatte under flera år att studera brevet i ljuset av Klemens, Markus och den tidiga kristendomen och inhämta omdömen från många experter, och 1966 var han i stort sett klar med den bok som först 1973 skulle utkomma under namnet Clement of Alexandria and a Secret Gospel of Mark. Samma år men något innan, utkom Smith också med en populärvetenskaplig bok om sin upptäckt: The Secret Gospel.

## Frågor om äkthet

### Forskningens syn på brevets äkthet
En avgörande fråga är om brevet verkligen har skrivits av Klemens av Alexandria och om det alls har funnits en längre version av Markusevangeliet ”i säkert förvar” hos den kristna kyrkan i Alexandria avsedd ”endast för dem som är i färd med att invigas i de stora mysterierna”. Det finns ingen information bevarad om något hemligt Markusevangelium, utöver då det som sägs i Mar Saba-brevet. Inga textfynd har påträffats och evangeliet omnämns inte i någon tidigare bevarad skrift av någon kyrkofader. Vissa forskare menar att en autentisk antik kristen text inte borde ha bevarats i endast en handskrift som dessutom är sen och ifrågasätter av den orsaken brevets äkthet. Detta är dock inte utan motstycke, emedan det finns flera exempel på sena upptäckter av dittills okända kristna texter.
Det råder ingen konsensus bland forskare om huruvida Hemliga Markusevangeliet är äkta eller ej, inte minst för att det numera försvunna brevet aldrig har utsatts för någon vetenskaplig undersökning. Redan tidigt kom brevets äkthet att ifrågasättas, främst för att det kom att flätas samman med Morton Smiths egna uttolkningar av det, och misstankar kom att riktas mot Smith för att ha förfalskat det.

#### Quentin Quesnell

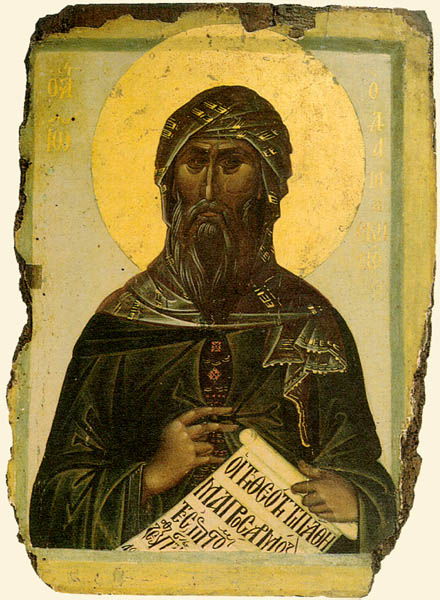
En 1300-talsikon föreställande Johannes av Damaskus, som på 700-talet till synes hade tillgång till åtminstone 21 brev av Klemens av Alexandria under sin vistelse på Mar Saba.

Den första forskare som öppet ifrågasatte brevets äkthet var Quentin Quesnell (1927–2012) år 1975. Quesnells huvudsakliga argument var att innan man kan betrakta handskriften som äkta måste den undersökas vetenskapligt, och han menade att den kunde vara en nutida bluff (hoax). Quesnell beskyllde förvisso aldrig Smith offentligt för att ha förfalskat texten, men hans hypotetiska förfalskare var en person med samma kompetens, förmågor, möjligheter och motiv som Smiths, och såväl artikelns läsare, som Smith själv, uppfattade det som en anklagelse riktad mot Smith. Eftersom ingen förutom Smith hade sett brevet vid den tiden, antydde några forskare också att det kanske heller aldrig hade funnits ett sådant brev i Mar Saba.

#### Charles Murgia

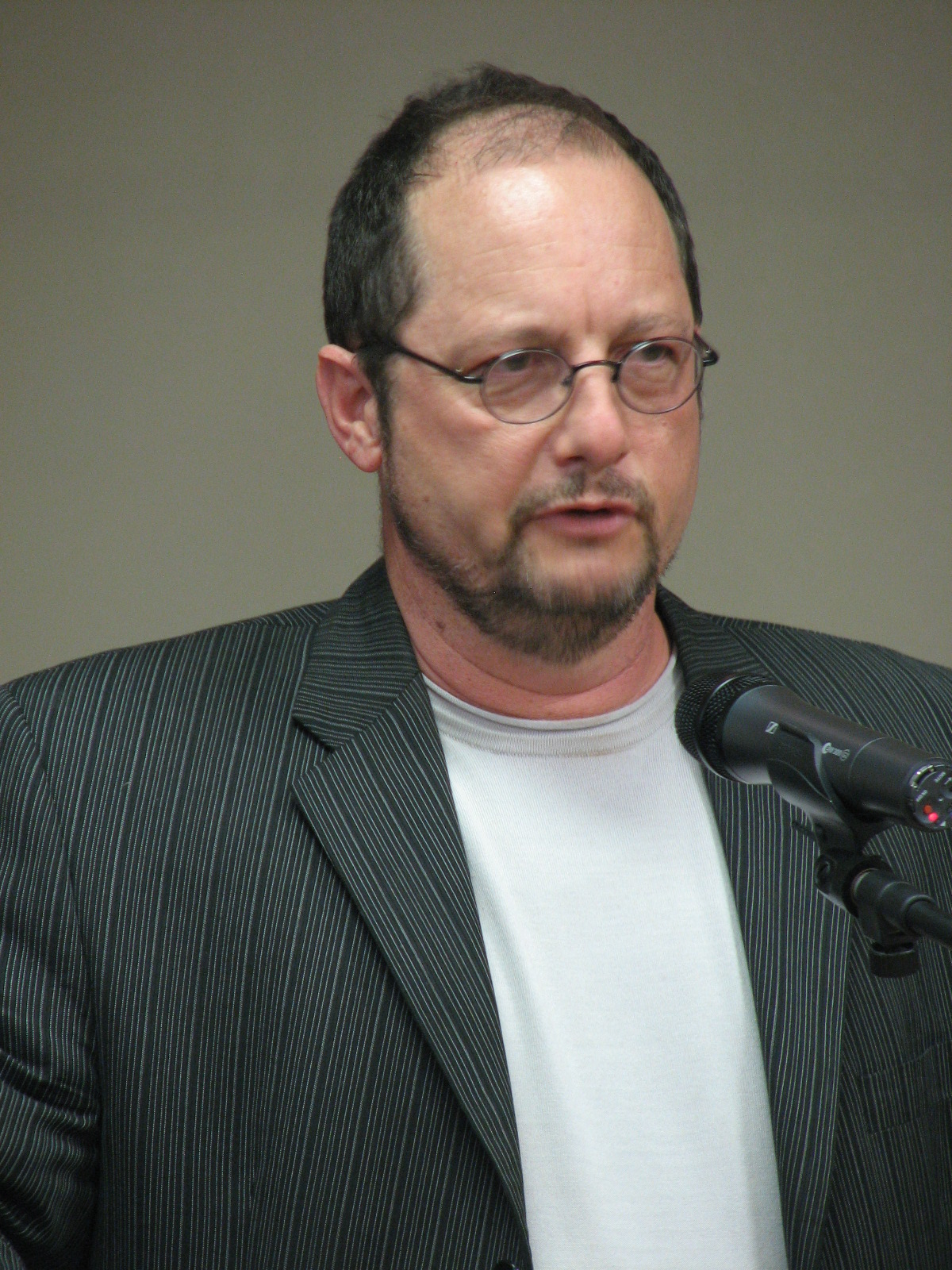
Bart D. Ehrman, som skriver att en majoritet anser att Hemliga Markusevangeliet är äkta men som själv tvivlar på det, och som menar att om Klemensbrevet är en förfalskning gjord av Smith vore denna förfalskning att betrakta som en av 1900-talets största bedrifter.

Charles Murgia (1935–2013) framförde ytterligare argument för att texten var förfalskad, som att brevet var utformat som ett äkthetssigill för att besvara läsarnas frågor om varför ingen tidigare hade hört talas om det och Hemliga Markusevangeliet, och vidare att handskriften inte innehöll några större avskriftsfel som man kan förvänta sig av en antik text som har kopierats många gånger. Smith begrundade Murgias argument om äkthetssigillet, men tillbakavisade det senare som resultatet av en feltolkning av texten till följd av några få sakfel. Även om förfalskare kan använda den tekniken för att ge sken av att texten är äkta, används samma teknik ofta också i äkta texter när tidigare okänt material presenteras. Och fastän inga andra brev av Klemens finns bevarade, fanns en samling om minst 21 av hans brev i Mar Saba på 700-talet när Johannes från Damaskus citerade ur denna samling. I början av 1700-talet utbröt en större brand i Mar Saba och en grotta, vari många av de äldsta handskrifterna förvarades, blev utbränd. Smith spekulerade i att ett av Klemensbreven delvis kunde ha överlevt denna brand och att en munk hade kopierat brevet på de tomma sidorna i en bok för att bevara det. Smith menade att den enklaste förklaringen till bristen på avskriftsfel är att texten har kopierats från en handskrift som har funnits i Mar Saba i minst ett årtusende och som var okänd eftersom den aldrig hade lämnat klostret. Murgia förefaller dock ha ansett det vara en 1700-talsförfalskning och han uteslöt att Smith skulle ha förfalskat brevet emedan han ansåg att dennes kunskaper i grekiska var otillräckliga och att inget i hans bok tydde på bedrägeri.

#### Före och efter Smith
Morton Smith sammanfattade forskningsläget i en artikel 1982. Han konstaterade att de flesta forskare var av uppfattningen att Klemens hade skrivit brevet och han menade att inga starka argument emot det hade presenterats, även om en betydande minoritet var tveksam. Alla avvisade dock att evangelisten Markus skulle ha skrivit evangeliet, och den vanligaste åsikten var att betrakta det som ett plagiat av de fyra kanoniska evangelierna. Därefter kom emellertid andra forskare, som exempelvis John Dominic Crossan, Helmut Koester, Hans-Martin Schenke och Marvin Meyer, att inkludera Hemliga Markusevangeliet i sina rekonstruktioner av det ursprungliga Markusevangeliets tillkomst och utveckling. Anklagelserna mot Smith om att ha förfalskat brevet blev än mer uttalade efter hans död 1991. Men Bart D. Ehrman ansåg att de förhållanden som rådde då Smith sammanfattat läget 1982 fortfarande var desamma 2003, med en majoritet som ansåg att Klemens skrivit brevet och en något mindre majoritet som ansåg att Hemliga Markusevangeliet härrörde från en version av Markusevangeliet. Två år senare, år 2005, gjorde även Scott G. Brown en liknande analys.

#### Stephen C. Carlson (med flera)
År 2005 utkom dock också Stephen C. Carlson med boken The Gospel Hoax, där han bland annat hade utfört en studie av Mar Saba-brevets handstil, en studie han ansåg visa att Morton Smith själv hade skrivit brevet. Han ansåg sig också kunna visa att Smith förfalskat brevet som ett skämt och dessutom infogat ledtrådar i detsamma som pekade på att han var dess upphovsman – ledtrådar Carlson hade upptäckt. Carlsons bok, och då särskilt handstilsundersökningen, övertygade många om att Morton Smith hade förfalskat brevet. Under de följande åren kom också flera andra författare att utöka och komplettera Carlsons argument, däribland Peter Jeffery (år 2007) som finner anakronismer i brevet vilket han anser vara skrivet medvetet dubbeltydigt, Birger A. Pearson (år 2008) som menar att Carlson och Jeffery har visat att brevet är från 1900-talet, och Francis Watson (år 2010) som finner andra ledtrådar som han menar pekar på att Morton Smith är författaren. Samtidigt kom Carlsons slutsatser också att ifrågasättas, i synnerhet av Scott G. Brown, och på det första symposiet om Hemliga Markusevangeliet som hölls i Kanada 2011, förekom Carlsons argument i mycket liten omfattning – inte ens bland dem som argumenterade för att brevet är en förfalskning. Exempelvis menar Pierluigi Piovanelli – som anser att Smith har skapat en utstuderad förfalskning – att det faktum att ”merparten av Carlsons påståenden” övertygande har avfärdats av Brown och Pantuck och att det inte förekommer något ”tydligt identifierbart skämt” i brevet, talar emot ”Carlsons alltför naiva skämt-hypotes.” Många forskare fortsatte dock att betrakta det som avgjort att brevet var en förfalskning, utan att ta upp eller efter att endast kortfattat ha avfärdat Browns argumentation.

### Brevets historia
| David Flusser (1917–2000) och Guy Stroumsa (född 1948), två av de tre forskare som såg Klemensbrevet 1976. Stroumsa är den siste nu levande forskare som har sett brevet i verkligheten |  | David Flusser (1917–2000) och Guy Stroumsa (född 1948), två av de tre forskare som såg Klemensbrevet 1976. Stroumsa är den siste nu levande forskare som har sett brevet i verkligheten |
| David Flusser (1917–2000) och Guy Stroumsa (född 1948), två av de tre forskare som såg Klemensbrevet 1976. Stroumsa är den siste nu levande forskare som har sett brevet i verkligheten |  | |

Ett problem för att kunna avgöra brevets äkthet, är att det numera är försvunnet och att det heller aldrig har utsatts för någon vetenskaplig undersökning, som exempelvis en analys av bläckets sammansättning för att om möjligt kunna avgöra avskriftens ålder och därmed om den verkligen är gjord på 1700-talet. Frånsett Smith har dock ytterligare minst sex personer, däribland fyra forskare, sett brevet i verkligheten. År 1976 reste professorerna David Flusser och Shlomo Pines tillsammans med den då forskarstuderande Guy G. Stroumsa och arkimandrit Meliton från patriarkatet till Mar Saba och sökte reda på boken, som till synes stod på samma hylla som där Smith hade lämnat den 18 år tidigare. På bokens framsida stod skrivet ”Smith 65”, det vill säga den hade nummer 65 i den lista över böcker som Smith hade upprättat, och i slutet fanns de tre sidorna text som utgjorde brevet. De fyra personerna tog med sig boken med brevet till det grekisk-ortodoxa patriarkatets bibliotek i Jerusalem i syfte att undersöka bläcket för att fastställa dess ålder. Men eftersom vid den tiden endast den israeliska polisen kunde utföra sådana tester, och Meliton inte ville överlämna boken till dem, kom inga tester att utföras. I stället plockades sidorna med avskriften ut ur boken och kom att förvaras separat tillsammans med den. De båda lösa bladen med knappt tre sidor handskriven text är emellertid numera försvunna, men de fanns fortfarande kvar i biblioteket 1990 då bibliotekarien Kallistos Dourvas lämnade sin tjänst.

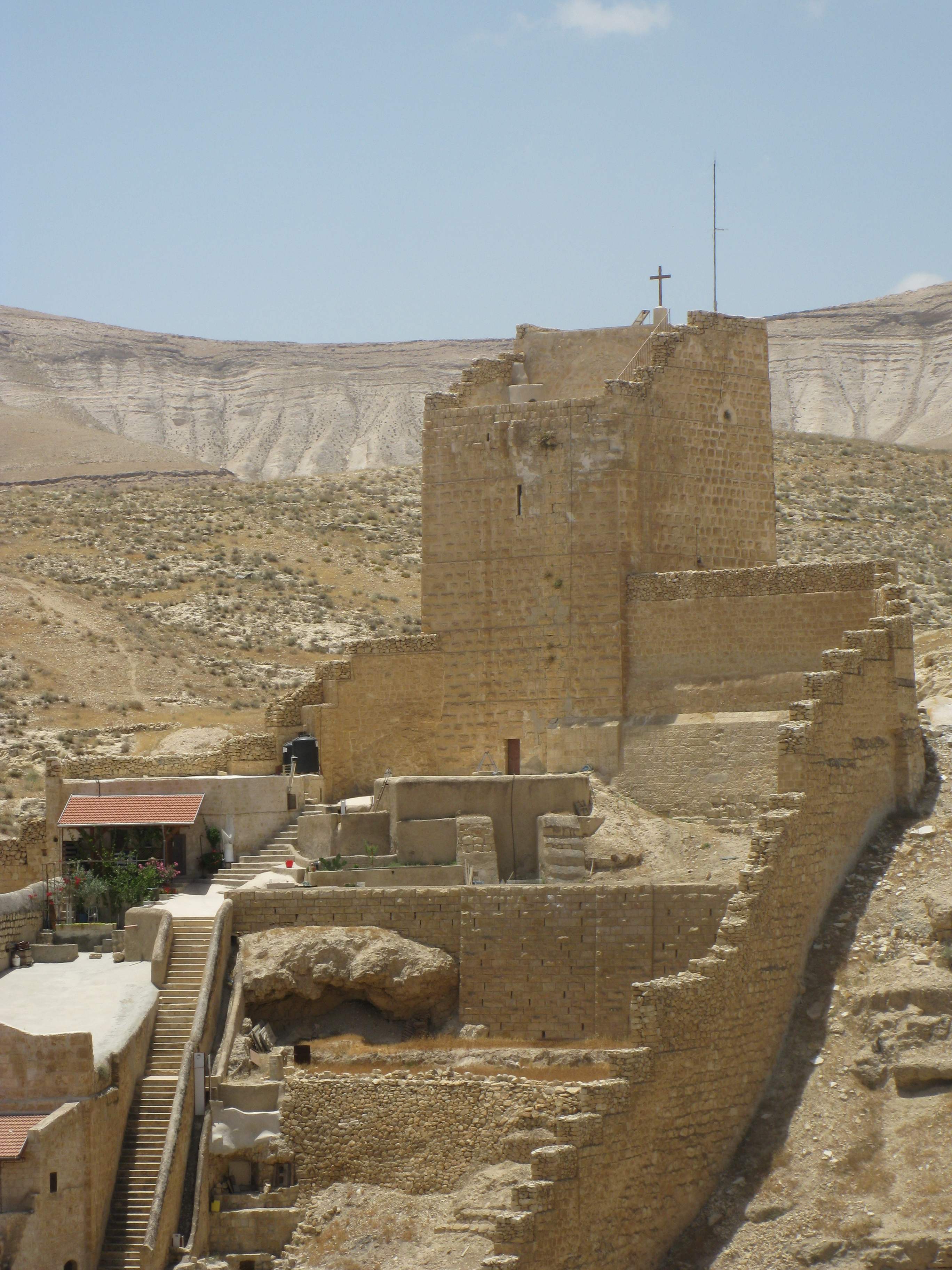
Det norra tornet med biblioteket där Smith fann boken med Klemensbrevet år 1958, och där Stroumsa med flera återfann den 18 år senare.

Sidorna har fotograferats vid två tillfällen och båda dessa uppsättningar av fotografier har publicerats. Morton Smith tog svartvita fotografier av sidorna i Mar Saba 1958 och publicerade dessa 1973, och bibliotekarien Kallistos Dourvas ordnade, på uppdrag av Quentin Quesnell (som också betalade), så att sidorna fotograferades i färg på fotoateljén Garo Studio 1983. Dessa foton publicerades av Hedrick och Olympiou år 2000, dock utan att de kände till Quesnells inblandning. Quesnell besökte biblioteket i juni 1983 och tilläts att under ständig övervakning av Dourvas tre timmar per dag ett antal dagar under en treveckorsperiod undersöka handskriften. Trots att han varit en av dem som kraftigast kritiserat Smith, framför allt för att denne inte gjort skriften tillgänglig för forskarvärlden för undersökning, och hävdade att skriften sannolikt var förfalskad, valde han att inte publicera något om sitt besök. Det var följaktligen okänt för forskarvärlden fram till att Adela Yarbro Collins år 2007 kortfattat nämnde att Quesnell i början av 1980-talet hade haft möjlighet att undersöka handskriften. Några år efter Quesnells död år 2012 fick forskarna tillgång till hans bevarade anteckningar från resan till Jerusalem. Dessa anteckningar visar att Quesnell i början var övertygad om att han skulle kunna visa att dokumentet var förfalskat. Men varje gång han fann något han tyckte var misstänkt, kunde Dourvas (som var övertygad om att det var äkta 1700-talshandskrift) plocka fram andra 1700-talsmanuskript med handstilar liknande den i Klemensbrevet. Quesnell uppger att eftersom ”de inte alla är förfalskningar” kommer det inte att vara lika enkelt som förväntat att bevisa att brevet är förfalskat. Till slut tvingades han ge upp sina försök och skrev att han måste konsultera experter.
Frågan är alltså om den avskrift som synes vara gjord på 1700-talet också är gjord på 1700-talet, eller om den är en nutida förfalskning. Skulle avskriften vara från 1700-talet, måste det avgöras om den också är en avskrift av ett äkta Klemensbrev. Och om det är ett brev skrivet av Klemens, måste det fastställas om hans uppgifter om att Markus har skrivit såväl det kanoniska som det hemliga evangeliet är riktiga.
Bland dem som tror att det rör sig om en förfalskning finns olika förslag på när i tiden den förfalskningen i så fall ska ha gjorts. Antingen skulle det kunna vara någon person verksam inte långt efter Klemens tid eller längre fram i tiden, som exempelvis på medeltiden, som har imiterat Klemens, eller skulle någon på 1700-talet ha kunnat såväl skapa som skriva ned texten. Men eftersom en sådan förfalskning vore så svår att åstadkomma – av Bart D. Ehrman utnämnd till en av 1900-talets främsta bedrifter vad gäller vetenskaplig noggrannhet och lärdom, om brevet skulle visa sig vara en modern förfalskning – har den dominerande teorin bland förfalskningsförespråkarna varit att Morton Smith själv komponerade brevet, skrev in det i boken och därefter endast påstod sig ha upptäckt det han själv understuckit. På senare år har framför allt två böcker som driver tesen att Smith förfalskade brevet utkommit. De är skrivna av Stephen C. Carlson 2005 och Peter Jeffery 2007. Till försvar för att brevet och därmed också evangeliet är äkta, har bland andra Scott G. Brown (som doktorerat i ämnet) utkommit 2005.

### Åldersdatering av brevets handstil

#### Utseende och tillkomsttid

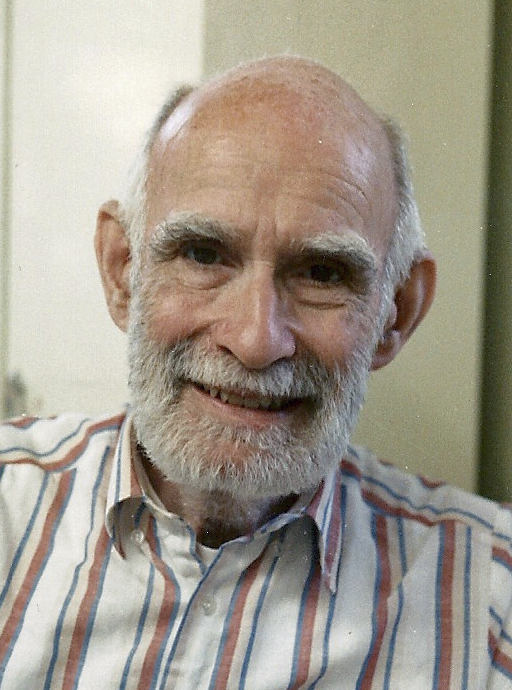
Morton Smith vid 74 års ålder 1989.

Brevet är skrivet med en handstil som är typisk för 1700-talet. Morton Smith lät tio experter på området undersöka handstilen och konsensus blev en datering till cirka 1750 ± cirka 50 år. Andra experter senare, som Joseph Paramelle och Venetia Anastasopoulou, anser att skriften ser ut som en äkta 1700-talshandskrift. Även Agamemnon Tselikas, som anser att brevet är en förfalskning, menar att skriften liknar den handstil som förekom under perioden sent 1600-tal till sent 1700-tal.

#### Skakningar och tecken på förfalskning – Stephen C. Carlsons analys
År 2005 utkom den dåvarande upphovsrättsadvokaten, Stephen C. Carlson, med boken The Gospel Hoax, där han försökte bevisa att Klemens brev till Theodoros var en bluff (hoax) iscensatt av Smith. Bland de ledtrådar Carlson presenterade till stöd för sin slutsats, fanns också en analys av handstilen vilken han låtit genomföra genom att studera de tryckta reproduktionerna av fotografierna av brevet. Han kom till slutsatsen att texten uppvisade spår av att vara förfalskad. De tecken på detta som han åberopade var plumpar i bokstävernas ändar, enligt Carlson uppkomna genom att skribenten skrivit så långsamt att han helt stannat upp, lyftningar av fjäderpennan mitt i formandet av bokstäverna, skakningar uppkomna genom att bokstäverna snarare långsamt ritats än skrivits, misstag förbättrade i efterhand och inkonsekvens i skriften. Många forskare övertygades av Carlsons analys att brevet var förfalskat och att Smith var den som förfalskat det.

#### Browns kritik av Carlsons brist på metoder
I en serie artiklar kom Scott G. Brown att på punkt efter punkt ifrågasätta Carlsons analys av den handskrivna texten. Enligt Brown saknade Carlson nödvändig träning och utbildning för att bedriva jämförande handstilsundersökning och underlät att ta hänsyn till sådana omständigheter som är avgörande för att utmönstra förfalskningar, som att jämförande material måste användas i analysen; enligt Brown var Carlsons metodik felaktig och han underlät att uppmärksamma tecken som tyder på äkthet, som förekomsten av naturliga variationer i utformandet av bokstäverna. När Carlson jämfört handstilen i brevet med Morton Smiths, och funnit likheter som tyder på att Smith var den som förfalskade brevet, menar Brown i en studie att där i stället förekommer många skillnader, och dessutom helt avgörande skillnader, eftersom det är skillnaderna och inte eventuella likheter som är det viktiga vid bedömningen om huruvida en viss text är skriven av en viss person. Pantuck och Brown menade att Carlson dessutom lämnat vilseledande information vad gäller en rapport skriven av en utbildad handskriftsexpert som Carlson hade konsulterat.

#### Kopior i jämförelse med original

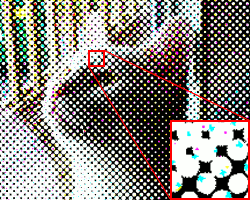
Exempel på en rasterbild uppbyggd av punkter som på håll ger illusionen av olika nyanser av färg.

I två online-artiklar från 2009 lät Roger Viklund undersöka Carlsons alla exempel på anomalier i texten, inklusive det Carlson benämnde ”förfalskarens skakningar” (forger’s tremor), genom att jämföra texten från inskanningar gjorda direkt från fotografierna med texten på avbildningarna av fotografierna i Smiths bok, vilka Carlson använde som underlag. Och år 2013 lät Viklund i samarbete med Timo S. Paananen publicera resultaten. De tecken på förfalskning som Carlson åberopade, som exempelvis ojämna skakiga linjer, är enligt Viklund och Paananen synliga endast i de bilder Carlson använde för sin handskriftsanalys, nämligen de rastrerade bilderna av brevet som förekommer i Morton Smiths bok Clement of Alexandria and a Secret Gospel of Mark. De är inte synliga i bilder inskannade direkt från originalfotografierna av brevet. När bilder återges i tryck åstadkoms detta genom att de sönderdelas till rasterbilder bestående av mängder av små punkter. På håll ger detta illusionen av olika nyanser av färg (eller gråskala om det är svartvita bilder). I Smiths bok från 1973 återgavs bilderna på brevet i svartvitt och med ett diagonalt linjeraster av punkter som på håll ger intrycket att bilden är i gråskala. Men när dessa bilder studeras i kraftig uppförstoring ger de upphov till optiska synvillor som kan lura betraktaren att se skakningar som inte finns i originalen. När de tryckta bilder Carlson använde ersätts med högupplösta inskanningar av fotografierna försvinner, enligt Viklund och Paananen, också ojämnheterna och skakningarna i texten.

#### Handskriftsexperternas omdömen
I slutet av 2009 kontrakterade Biblical Archaeology Review två grekiska handskriftsexperter för att de med hjälp av högupplösta inskanningar av fotografierna av Klemensbrevet skulle bedöma sannolikheten för att den handskrivna texten var äkta eller förfalskad, och vidare om Morton Smith skulle ha kunnat förfalska den.
Venetia Anastasopoulou är en framstående grekisk handstils- eller dokumentundersökare, det vill säga specialist på att avgöra om två texter, en omstridd och en känd, är skrivna av två personer eller av samma person. Anastasopoulou jämförde 27 bevarade texter från fyra årtionden där Smith skriver på grekiska, med handstilen i Klemensbrevet. Hon menade att ”[h]ela skriften ger uttryck för frihet, spontanitet och konstnärligt kunnande. Den visar också prov på en skicklig kalligrafi av en välutbildad och tränad skribent som använder språket effektivt för att uttrycka sina tankar”. Morton Smiths sätt att skriva på grekiska är enligt Anastasopoulou att likna vid en students, där han skriver långsamt med möda och bokstav för bokstav utan någon större variation. Hennes slutsats blev att Morton Smith med stor sannolikhet inte har ägt tillräcklig förmåga för att kunna skriva brevet.
Agamemnon Tselikas, en framstående grekisk paleograf, och därmed specialist på att avgöra vid vilken tid en viss skrift tillkommit och i vilken skola detta sätt att skriva lärts ut, kom till slutsatsen att brevet är en förfalskning. Den orsak han angav var att vissa bokstäver är skrivna på ett sätt som är främmande för det sätt som munkar på 1700-talet skrev. Tvärtemot Anastasopoulous omdöme ansåg han att handen inte rört sig spontant vid skrivandet. Genom att jämföra två bokstäver och två kombinationer av bokstäver i brevet med ett exempel på hur Smith skrev dessa, menar Tselikas att det är troligt att Smith förfalskat brevet. I en studie från 2015 analyserar Timo S. Paananen och Roger Viklund Tselikas metoder. De menar att Tselikas slutsatser om att skribenten inte skulle kunna skriva riktig grekiska och att Smith dessutom skulle ha kunnat imitera den besvärliga 1700-talshandstilen inte har stöd i de iakttagelser han grundar sina slutsatser på. Orsaken anser de vara att han använder paleografiska metoder, vilka inte lämpar sig för att kunna avslöja en förfalskning.

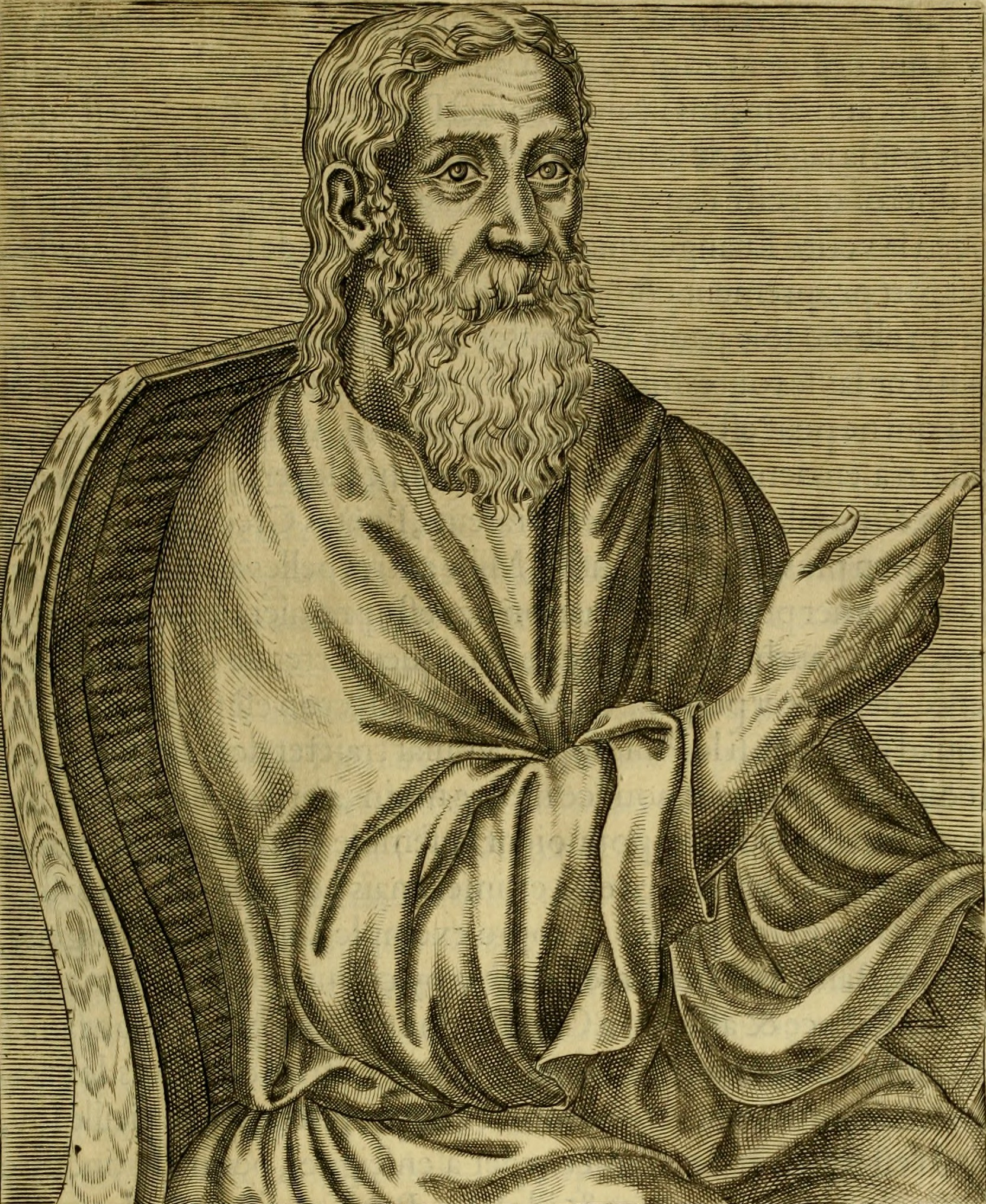
Illustration föreställande Klemens av Alexandria, som i överskriften av Klemensbrevet sägs ha skrivit detsamma. (Från Les vrais pourtraits et vies des hommes illustres grecz, latins et payens (1584) av André Thevet.)

Tselikas har också gått igenom handstilen hos de munkar som levde i Mar Saba på 1700-talet, och har inte lyckats hitta någon som enligt hans uppfattning skrivit Klemensbrevet. Flera har dock påpekat att texten mycket väl kan ha skrivits in i boken någon annanstans och denna förts till Mar Saba vid ett senare tillfälle. Av 761 kodexar som överflyttades från Mar Saba på 1800-talet hade endast 129 skrivits där och de övriga 632 således förts dit utifrån.

### Brevets författare

#### Språk, stil och sakinnehåll i jämförelse med Klemens verk
Även om det finns några undantag, anser de flesta experter på Klemens av Alexandria att brevet såväl språkligt som till sätt och sakinnehåll går i hans stil. Enligt Jeff Jay ”överensstämmer det dessutom till form, innehåll och funktion med andra antika brev som tar upp liknande förhållanden”. I stort har Klemensforskarna accepterat brevet som äkta. År 1980 kom det dessutom att medtagas i konkordansen över Klemens erkänt äkta verk, även om inkluderandet är preliminärt. Flera forskare har påpekat att först i och med att den första sammanställningen (konkordansen) av Klemens vokabulär utkom 1936, blev det ens teoretiskt möjligt att åstadkomma en så perfekt imitation av Klemens att den skulle kunna passera som ett äkta Klemensbrev.

#### Criddles statistiska undersökning
År 1995 lät Andrew Criddle genomföra en statistisk studie av Klemensbrevet med hjälp av Otto Stählins konkordans över Klemens vokabulär. Enligt Criddle innehåller brevet för många hapax legomena, ord som Klemens använt vid endast tillfälle tidigare, i jämförelse med ord i brevet som Klemens tidigare aldrig använt. Criddle menade att det tyder på att någon har imiterat Klemens stil genom att samla fler ovanliga ord och uttryck ur Klemens verk än vad Klemens själv skulle ha använt.
År 2009 publicerade Solow och Smith en artikel där de matematiskt undersökte Criddles studie. De bekräftar riktigheten i själva beräkningarna, men varnar för andra osäkerheter i underlaget, och Solow anser att författare inte bara är ordalstrare som omedvetet följer förutsägbara regler. Walter M. Shandruk ifrågasätter relevansen av Criddles resultat med hänvisning till att brevet är så kort och att han uppnår liknande avvikelser när han applicerar samma metod på andra korta texter. Och när samma metod användes på Shakespeares verk blev endast tre av sju verk rätt identifierade, däribland två av fyra som är oomtvistade.

#### Klemens uttolkningar
Scott Brown menar att om brevet är äkta bör Klemens ha undervisats i den alexandrinska kyrkan om uttolkningen av Hemliga Markusevangeliet i samband med sin egen initiering i de stora mysterierna och därefter själv ha undervisat andra. Detta borde ha påverkat hans egna föreställningar och därmed hans allegoriska uttolkningar av liknande teman och berättelser i de bibliska skrifterna. I Klemens bevarade oomtvistade böcker borde därmed förekomma uttolkningar som blir begripliga om de tillämpas på den tänkta sanna uttolkningen som Klemens i brevets slut lovar att ge av de citerade passagerna ur evangeliet, men som inte följer då brevet abrupt tar slut. Brown finner en mängd paralleller mellan berättelsen om den unge mannen och Klemens soteriologiska program för utveckling och fulländning inom kyrkan. Dessa paralleller innefattar att uppväckas från de döda av Jesus som symbol för själens helande, uttrycket ”ty han var rik”, där rikedom för Klemens är en symbol för det begär som man, om man inte vill dö utan erhålla evigt liv, måste avlägga sig så att (den gnostiska) själen blir fattig och naken, de sju dagarna (”efter sex dagar”) mellan uppväckandet av ynglingen i graven och den nattliga undervisningen, vilka motsvarar tiden i de mindre mysterierna samtidigt som de anspelar på den reningsperiod om sju dagar som prästen genomgick efter att ha besudlats av ett lik i en grav (4 Mos 19:11, 16), bärandet av en linnedräkt på bara kroppen som symbol för både gudomligheten och korsets väg, att ynglingen fattade kärlek till Jesus som den gnostiska själens mystiska förening med Kristus, ”Guds rikes mysterium” som symbol för den för utomstående dolda undervisning som förmedlades i de stora mysterierna, och nödvändigheten att lämna såväl familj som ägodelar bakom sig.
I Klemens tolkning skulle ynglingens återkomst till livet och önskan att få ”vara med” Jesus representera den första förvandlingen från icke-tro till tro. Den veckolånga vistelsen i ynglingens hus skulle utgöra den andra förvandlingen, från tro till kunskap. Att ynglingen var rik betydde att han behövde rena själen från andliga svagheter och lustar genom odling av förnuft och dygd och han fullbordar de mindre mysterierna efter sex dagar genom att befria sig från begäret. Slutligen sätter han på sig det enkla linneplagget, ”omutlighetens tunika”, och genomgår förvandlingen från kunskap till kärlek. Ynglingen ser Jesus inre skönhet och på ett icke-sexuellt plan står älskaren och den älskade tillsammans. Brown menar att den andliga uttolkningens omfång och enhetlighet och dess överensstämmelse med såväl samtliga aspekter av Klemens program för fulländning som av det mystiska evangeliets roll i kyrkan som den framställs i brevet, uppfyller varje rimligt beviskrav på att Klemens var bekant med evangeliet och därför också skrev brevet.

#### Origenes som författare av brevet
Michael T. Zeddies föreslår att brevet inte skrevs av Klemens utan av dennes elev Origenes. Zeddies betonar att mängder av skrifter under århundradena har tillskrivits fel upphovsman. Om Origenes skrivit brevet skulle det inte röra sig om en förfalskning utan bara om ett brev som någon senare felaktigt antagit hade skrivits av Klemens. Zeddies menar att Klemens hade stort inflytande på Origenes föreställningar, och att det var vanligt att en elev försökte efterlikna sin lärares stil. Zeddies menar att Origenes är en lika bra eller bättre kandidat till att ha skrivit brevet än Klemens, eftersom brevets innehåll bättre stämmer med Origenes värderingar, kännedom om Filon och karpokratianerna, metaforer, mysterieterminologi och annat, inklusive hans mer liberala hållning gentemot att bedra för ett högre syfte, som att under ed förneka något som kan vara sant. Origenes hade dessutom en lärjunge som hette Theodoros, och vilken Eusebios av Caesarea menade var densamme som biskop Gregorios Thaumatourgos.

### Hemliga Markusevangelietsförfattare

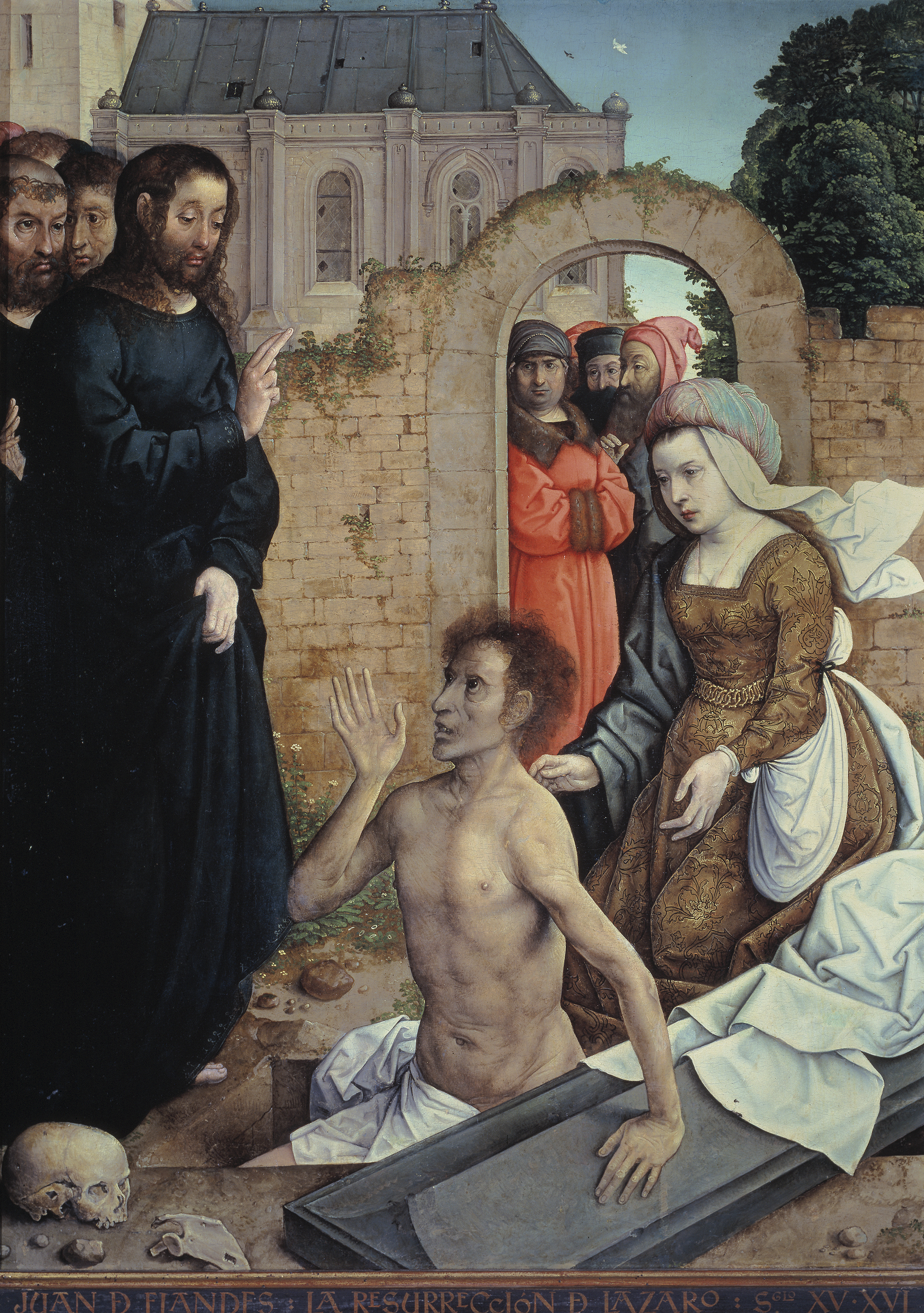
Jesus uppväcker Lasaros från de döda i Bethania. Målning av Juan de Flandes cirka 1500–1510.

#### Språk, stil och sakinnehåll i jämförelse medMarkusevangeliets
Enligt Morton Smiths egna undersökningar är ordförrådet, sättet att uttrycka sig och de grammatiska konstruktionerna i Hemliga Markusevangeliet typiska för Markusevangeliet. Smith menade att antingen har Hemliga Markusevangeliet skrivits av samma person som skrivit Markusevangeliet eller av någon som förmått härma evangeliets stil. Faktum är att Smith ansåg texten vara mer som Markusevangeliet än vad Markusevangeliet är. Men Smith ansåg ändå inte att Hemliga Markusevangeliet var skapat av delar från andra evangelier eftersom det inte innehåller irrelevanta detaljer och eftersom berättelsen flyter utan några hopp eller märkliga formuleringar.

#### Efterhärmning eller inte av evangelierna
Frågan om vem som skrivit passagerna i Hemliga Markusevangeliet delar forskarna i två läger. Medan vissa anser att det har skrivits av samma person som skrivit Markusevangeliet anser andra, framför allt konservativa forskare, att det är en senare efterhärmning av de bibliska evangelierna, då antingen en gnostisk sådan gjord på 100- eller 200-talet, eller en förfalskning gjord i nutid, om brevet är en nutida förfalskning.
Flera forskare har argumenterat för att Hemliga Markus är helt beroende av de fyra bibliska evangelierna och framför allt av Johannesevangeliets berättelse om uppväckandet av Lasaros. Scott G. Brown menar dock att skillnaderna ofta är större än likheterna; att fraserna ofta består av sådana fraser som upprepas och dessutom många gånger ingår i det vardagliga ordförrådet (vilket enligt Morton Smith innebär att eventuella likheter med andra texter är irrelevanta i dessa fall), och att därtill författaren av Markusevangeliet givetvis måste likna sig själv, speciellt eftersom han även i Markusevangeliet ofta upprepar sig. Charles Hedrick påpekar att Hemliga Markusevangeliet är helt i Markus stil och att tidiga försök att efterlikna Markusevangeliet, som de senare tillagda sluten på evangeliet efter 16:8, inte är speciellt markinska.

#### Interkalation och omslutningsberättelse
Om styckena ur Hemliga Markusevangeliet infogas i Markusevangeliet uppkommer omständigheter som är typiska i övrigt i Markusevangeliet – då framför allt en interkalation (en teknik för att skildra två samtidigt pågående handlingar genom att en berättelse är inskjuten i en annan) och en omslutningsberättelse eller ramberättelse, där utdragen ur Hemliga Markusevangeliet integrerade i den omgivande texten i Markusevangeliet, tillsammans med berättelsen om kvinnorna vid graven och uppståndelsen i Mark 16:1–8, ramar in Jesus sista dagar i Jerusalem. Scott G. Brown hävdar att de tidiga kristna var ovetande om de litterära tekniker som författaren av Markusevangeliet använde och att dessa tekniker har uppmärksammats först i modern tid. Vidare noterar han att det finns en ömsesidig teologisk påverkan mellan delarna i den interkalation som uppkommer om passagerna infogas i Markusevangeliet, och att först under senare delen av 1960-talet kom ett betydande antal forskare till insikt om att sådan påverkan alls förekom. Inte förrän på 1980-talet kom denna uppfattning att bli dominerande. Detta tyder enligt Brown på att Hemliga Markusevangeliet skrevs av samma person som också skrev Markusevangeliet. Emellertid menar kritikerna att det första citatet ur Hemliga Markus inte får sin upplösning i det andra, där Jesus möter kvinnorna i Jeriko, och att stycket därför inte helt uppfyller kriterierna för en klassisk interkalation hos Markus.

### Smith som påstådd förfalskare – avsikter, motiv och ledtrådar
Medan de som anser att brevet är äkta främst har inriktat sig på själva brevet och hur det överensstämmer med Klemens idéer och hur citaten ur Hemliga Markusevangeliet samspelar med Markusevangeliet och övriga bibliska evangelier, har de som anser att brevet är en förfalskning i allmänhet koncentrerat sig på personen Morton Smith.
Tre huvudmotiv till varför Morton Smith skulle ha förfalskat texten brukar lyftas fram: 1) i syfte att svartmåla kristendomen genom att framställa Jesus som homosexuell, 2) som ett skämt för tillfredsställelsen att ha lurat sina kolleger, och 3) som ett kontrollerat experiment för att studera hur forskare förhåller sig till nya bevis.

#### Homoerotisk antydning

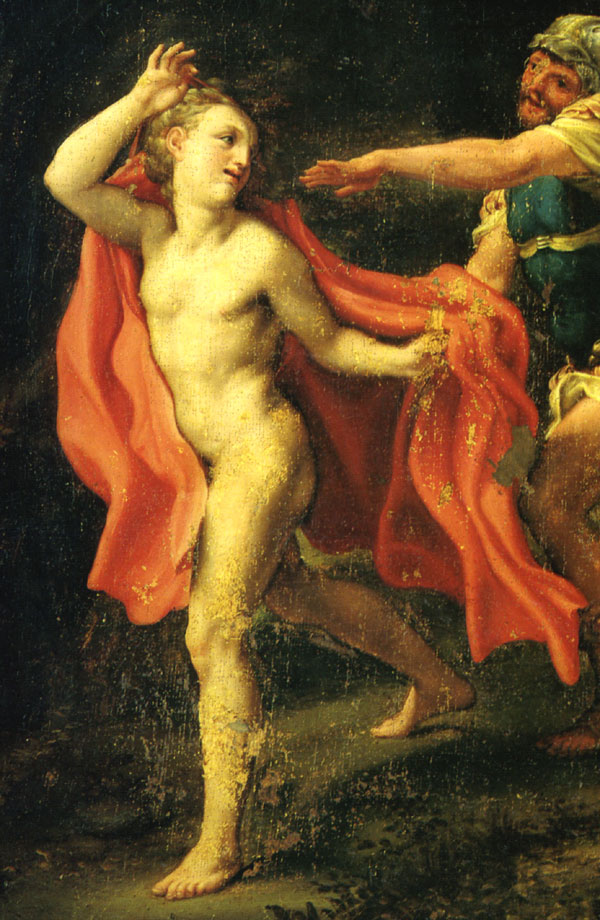
Antonio da Correggios målning från cirka 1522 av den flyende ynglingen i Mark 14:51–52.

##### Den unge mannens kärlek till Jesus
Flera forskare har i uppväckelsescenen tolkat in en homoerotisk relation mellan Jesus och den unge mannen. Klemens skrev sitt brev som svar till en viss Theodoros som (utifrån hur Klemens svarar) förefaller ha frågat om det stämmer att det finns ett evangelium där det talas om en ”naken man med en naken man” (grekiska: γυμνὸς γυμνῷ, gymnos gymnō), något han hört från karpokratianerna, en tidig gnostisk sekt. Klemens bekräftar att evangeliet finns, men tillbakavisar att där står något sådant. Han anklagar Karpokrates för att med “bedrägliga knep” ha lurat till sig ”en avskrift av det mystiska evangeliet” och att därefter ha ändrat i denna. Klemens återger därför vad som enligt honom verkligen står i de berörda avsnitten (se citaten ovan).
Det som av vissa tolkas som homoerotik är framför allt det att ynglingen sägs ha sett på Jesus ”och fattade kärlek till honom och började bönfalla honom att han skulle vara med honom. … Och när det blivit afton kommer ynglingen till honom klädd i ett linnetyg på bara kroppen och stannade hos honom denna natt. Ty Jesus undervisade honom om Guds rikes mysterium.” Eftersom ungkarlen Morton Smith påstås ha varit homosexuell (något som är obekräftat och inte heller stöds av att Smith hade två kända förhållanden med kvinnor men inga kända med män), driver vissa tesen att Smith förfalskade brevet för att lyfta fram det homosexuella och göra Jesus homosexuell, kanske för att han (påstås ha) ogillat kristendomen, kanske för att få visa sin intellektuella överlägsenhet, kanske som en hämnd för att han förvägrades anställning på Brown University och på Harvard University. Enligt Smiths privata korrespondens verkar han dock, tvärtemot dessa antaganden, ha trivts med livet under den period då han undervisade på Brown University och samtidigt doktorerade i teologi.
Dessutom insåg Smith rimligen att tidiga kristna som tog del av Hemliga Markusevangeliet inte gärna kan ha uppfattat scenen som att Jesus och ynglingen hade en homosexuell relation, eftersom scenen då knappast skulle ha medtagits i ett evangelium, och att evangeliets författare därför inte heller kan ha avsett det. Per Beskow menar att om syftet med en eventuell förfalskning hade varit att utmåla Jesus som homosexuell skulle detta ha uttryckts tydligare, och att inget i texten i sig utan enbart Smiths tolkning antyder något sådant. Robert Gundry menar att uttrycket ”fattade kärlek” (grekiska: ἠγάπησεν, ēgapēsen) lika litet här som när exakt samma uttryck används i Mark 10:21 om Jesus känslor för den rike mannen, har homosexuella övertoner. Smith ansåg att ”Guds rikes mysterium” avsåg en doprit, och endast i en enda mening i respektive bok om Hemliga Markusevangeliet nämnde han i ren spekulation att Jesus och lärjungarna kan ha förenats också fysiskt i denna rit. Men det väsentliga ansåg han vara att lärjungarna fylldes av Jesu ande.

##### Föreställningen om scenen som en dopritual
Morton Smith ansåg att det längre stycket ur Hemliga Markusevangeliet handlade om dop. Enligt Smith skildrade evangeliet ett renande dop, och denna tolkning övertogs av de flesta forskare, även de som i övrigt var kritiska till Smiths teorier. Och genom föreställningen om linneskynket som en dopklädsel följer också föreställningen om nakenheten. Men Scott G. Brown anser att detta är att helt missförstå vad texten säger. Han menar att om berättelsen verkligen hade handlat om dop skulle texten inte bara tala om undervisning, utan skulle ord som vatten, avklädning eller nedsänkning förekomma. Robert Gundry hyser samma invändning mot hypotesen att det skulle handla om ett dop och menar att det i så fall dessutom förutsätter att Jesus är den som döper – något som inte har stöd hos synoptikerna i övrigt. Stephen Carlson menar att Browns tolkning är rimligare än Smiths. Brown pekar på att de tre övriga gånger Klemens talar om initiering i de stora mysterierna, avser han alltid den högsta teologiska förberedelsen två nivåer över dopet – en filosofisk, intellektuell och andlig upplevelse bortom det materiella. Därför anser Brown att texten ska förstås mer abstrakt och ynglingen tolkas som en symbol för lärjungaskapet att följa Jesus från död till liv, och därmed finns ingen koppling till någon sexuell handling.
Dessutom speglar skeendet i Hemliga Markusevangeliet andra händelser i Markusevangeliet. En ung man iförd endast ett linneskynke på sin bara kropp förekommer också i Mark 14:51–52. Detta linneskynke slits av honom så att han flyr därifrån naken. Denne unge man har av flera antagits vara densamme som den yngling Jesus uppväcker i Hemliga Markusevangeliet. Eftersom mycket i berättelsen liknar den om Lasaros i Joh 11:1–44, har flera identifierat ynglingen som just Lasaros. Uttrycket ”Guds rikes mysterium” förekommer också i Mark 4:11, där Jesus sägs ha lärt det också till de övriga lärjungarna.

#### Ett skämt med ledtrådar

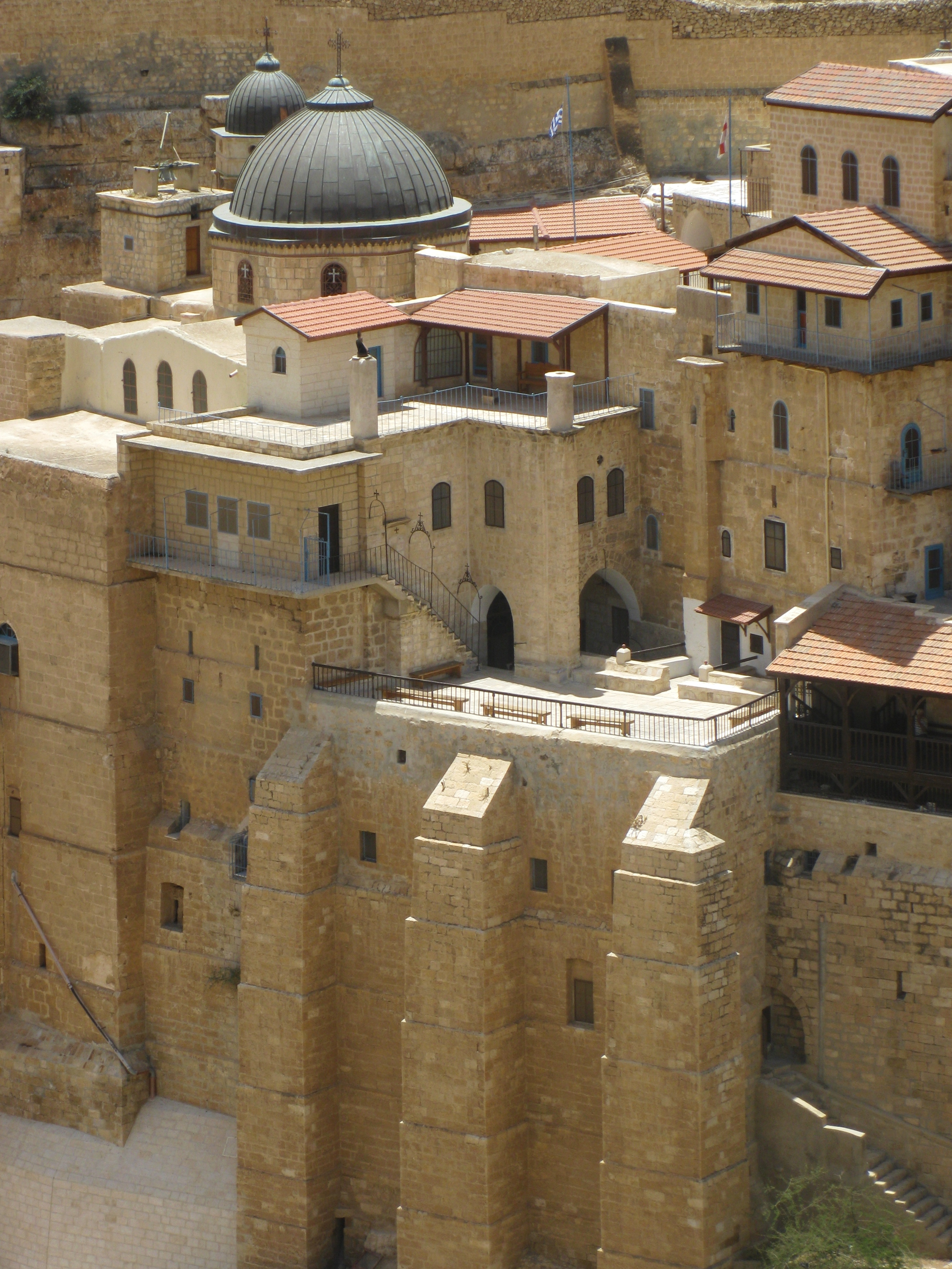

##### M. Madiotes-skämtet
Stephen C. Carlson har lanserat teorin att Morton Smith förfalskade brevet som en bluff eller ett skämt (hoax). Han säger sig också ha funnit ledtrådar som Smith medvetet skulle ha efterlämnat, bland annat i själva texten. En av dessa är enligt Carlson en annan text från Mar Saba som Smith också lät publicera (MS 22) och som enligt Carlson är skriven med en identisk handstil som den som används i Klemens brev till Theodoros. Enligt Carlson daterade Smith dock denna andra handstil till 1900-talet och identifierade den som skriven av M. Madiotes (grekiska: Μ. Μαδιότης). Carlson menar att M:et skulle stå för Morton och Madiotes bygga på det grekiska verbet μαδώ (madō), vilket kan betyda såväl att förlora hår, som att bedra. Då Smith var flintskallig och, enligt Carlson, en ”bedragare”, syftade detta alltså på Smith själv.
Allan Pantuck och Scott G. Brown lät undersöka Smiths originalnegativ och fann då obeskurna bilder som visade att den åberopade texten saknade underskrift och att namnet Μ. Μαδιότης var skrivet av en annan person. Dessutom synes namnet egentligen ha varit M. Modestos (Μ. Μοδέστος), vilket inte betyder flintskallig bedragare. Jämförelsen mellan handstilarna i MS 22 och i Klemens brev till Theodoros visade, enligt Brown och Pantuck, också tydligt att det rörde sig om olika skribenter.

##### Salt-anakronismen

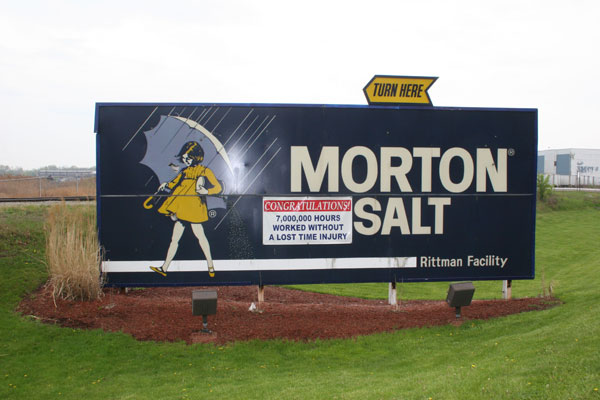
Morton Salt-fabriken i Rittman, Ohio

Carlson anser sig också ha funnit en annan ledtråd i en saltliknelse i brevet och där enligt Carlson det förutsätts att saltet kan blandas, men där rinnande och därmed blandbart salt, enligt Carlson, inte förekom i antiken. Processen att framställa salt som inte klumpar sig, utan kan rinna genom hålen i ett saltkar även när det är fuktigt, uppfanns av företaget Morton Salt, vars namn enligt Carlson åsyftade Morton S(mith). Liknelsen skulle enligt Carlson vara obegriplig för en läsare i antiken men fullt förståelig för en nutida läsare. Hypotesen har ytterligare utvecklats av Francis Watson.
Detta har bestridits av Scott G. Brown, som skriver att Carlsons ”resonemang är en enda lång följd av misstag” och att det i brevet, tvärt emot vad Carlson hävdar, ingenstans hänvisas till ”att salt blandas med något” – endast ”de sanna sakerna” blandas. Brown säger vidare att salt visst kunde blandas utan att vara fritt flytande, då med hjälp av mortel och mortelstöt, en invändning som får stöd också av Kyle Smith. Enligt honom kunde salt visst blandas i antiken och han hävdar vidare att uttrycket är helt i linje med Klemens sätt att uttrycka sig. Hershel Shanks styrker detta ytterligare genom citat ur Talmud, där det sägs att salt kan blandas med andra ingredienser.

#### Förfalskning utformad efter spionromanenThe Mystery of Mar Saba

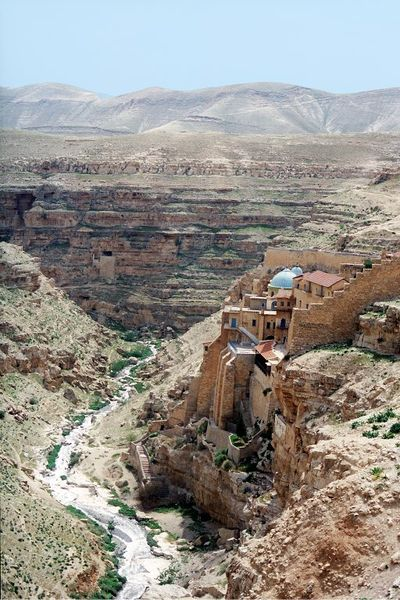
Klostret Mar Saba beläget i Kidrondalen öster om Jerusalem. Det är ett av världens äldsta bebodda kloster och det ska ha grundats av den grekiske munken Sabbas i slutet av 400-talet.

År 2001 fäste Philip Jenkins uppmärksamhet på den evangelisk-kristna spionromanen The Mystery of Mar Saba av James H. Hunter från år 1940. Jenkins noterade några i hans tycke ovanliga paralleller mellan den då populära romanen och såväl Klemensbrevet som Smiths beskrivning av sin upptäckt, men han sade aldrig uttryckligen att romanen skulle ha inspirerat Smith till att förfalska texten. Därefter har Robert M. Price, Francis Watson och Craig A. Evans ytterligare utvecklat teorin om att Morton Smith skulle ha inspirerats av denna roman till att förfalska brevet. Detta antagande har ifrågasatts av bland andra Scott G. Brown, som hävdar att frånsett att det i båda fallen rör sig om en forskare som upptäcker en tidigare okänd handskrift i Mar Saba, finns få andra paralleller – och han bedömer teorin som ytterst osannolik. I ett bemötande av Evans finner han och Allan J. Pantuck den påstådda parallellen mellan Scotland Yard-kriminalaren Lord Moretons efternamn och Morton Smiths förnamn förbryllande, eftersom Morton Smith fick sitt namn långt innan romanen skrevs. Francis Watson menar att parallellerna är så uppenbara att det är omöjligt att undgå frågan om beroende, medan Allan J. Pantuck anser att de är för allmänna eller för utstuderade för att vara övertygande. Javier Martínez, som anser att frågan om förfalskning är öppen för debatt, betraktar förslaget att Hunters roman skulle ha inspirerat Smith till att förfalska texten som besynnerlig. Han undrar varför det i så fall tog mer än fyrtio år efter att berättelsen om Smiths upptäckt slogs upp på New York Times förstasida innan någon insåg att denna så populära roman var Smiths källa. När Watsons kommer till slutsatsen att det enda möjliga alternativet är att Smith bygger på romanen, menar Martínez att ur vetenskapligt perspektiv är hans metoder bisarra. Timo Paananen menar att varken Evans eller Watson klargör vilka kriterier de använder för att fastställa att just dessa paralleller är så fantastiskt övertygande, särskilt som de i andra fall avfärdar möjligheten att vissa antika källor skulle bygga på varandra trots att också de uppvisar litterära paralleller av minst samma omfattning.

#### Smiths påstådda tidigare kännedom om och intresse av teman i brevet
Flera forskare har argumenterat för att de framträdande beståndsdelarna i Hemliga Markusevangeliet har varit föremål för Smiths studier och intresse redan före upptäckten av brevet 1958. Med andra ord skulle Smith ha förfalskat ett brev som stödde ståndpunkter som han redan tidigare hyste. Exempelvis menar Craig A. Evans att Smith i tre publicerade verk från 1951, 1955 och 1958, har kopplat samman (1) ”Guds rikes hemlighet” i Mark 4:11 med (2) hemligheter och initieringar, (3) förbjudna sexuella relationer och (4) Klemens av Alexandria – saker Evans anser utgör kärnan i Klemens brev till Theodoros.

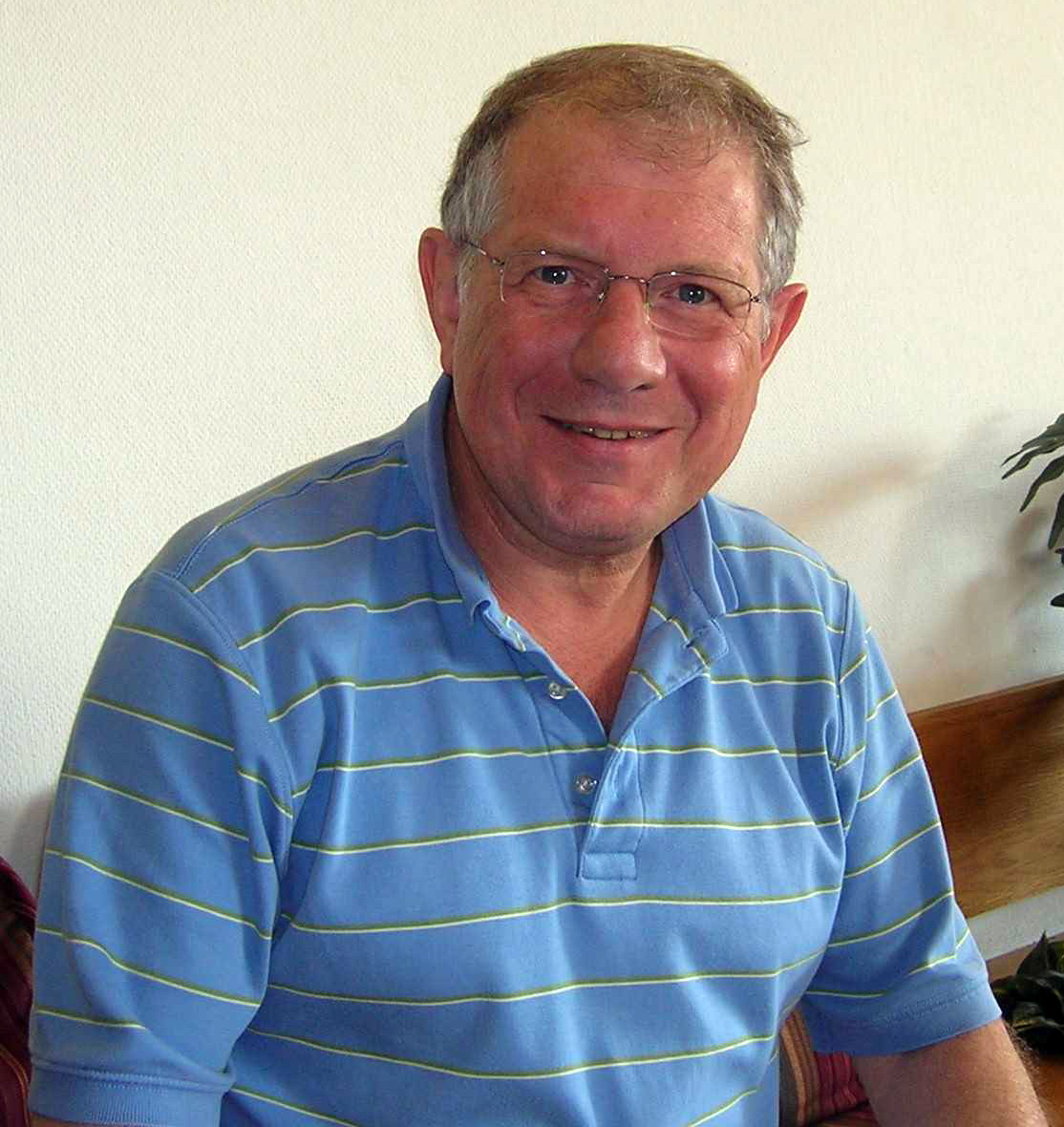
Guy G. Stroumsa som menar att Smith omöjligt kan ha förfalskat brevet eftersom hans korrespondens med Gershom Scholem visar hur han över tid reflekterar över sitt fynd och efterhand gör upptäckter.”.

Att så skulle vara fallet har bestridits av främst Brown och Pantuck. Frånsett att de anser att brevet inte skildrar en sexuell akt mellan Jesus och den från de döda uppväckte ynglingen, menar de att Smith inte gör de kopplingar Evans och andra påstår. De hävdar att han i sin doktorsavhandling från 1951 inte kopplar samman mer än två av elementen, eftersom varken Klemens eller initiering nämns. Enligt Brown och Pantuck refererar Smith dessutom inte bara till det som enligt Toran, utan till det som enligt alla skrifter bör dryftas i enskildhet, vilket visserligen inkluderar olika typer av sexuella handlingar men även annat, och uppsatsen handlar om rabbinernas distinktion mellan den exoteriska (yttre) och esoteriska (inre) undervisningen. Vidare menar de att Smith i sin artikel från 1955 på samma sätt endast kopplade samman Guds rikes hemlighet i Mark 4:11–12 med hemlig undervisning, men inte med initiation eller med Klemens. Och i det tredje exemplet gällande en uppsats Smith skrev 1958, gör han endast kopplingen mellan Klemens och hemlighetsfullhet. Och, menar Brown och Pantuck, eftersom det är allmänkunskap hos dem som forskar om den tidiga kristendomen och judendomen att Klemens och Mark 4:11 berör hemlig undervisning, måste det betraktas som fullt normalt att även Smith kopplar samman dessa element.

### Argument till stöd för att brevet ochHemliga Markusevangelietär äkta

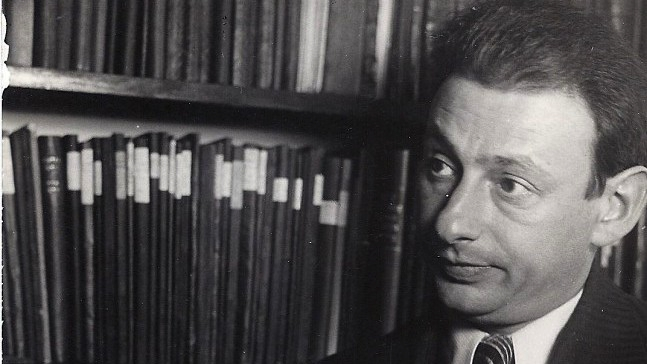
Gershom Scholem, 1895–1982. Scholem var filosof, historiker och professor i judisk mysticism och kabbala.

#### Smiths korrespondens med Scholem
År 2008 utkom en bok med den omfattande brevväxling som Smith hade haft med sin vän Gershom Scholem och vari de under årtionden diskuterade bland annat Klemens brev till Theodoros. Bokens redaktör, Guy Stroumsa, menar att korrespondensen visar på Smiths intellektuella ärlighet och att denna ”uppriktighet” indikerar att Smith inte kan ha förfalskat Klemensbrevet eftersom brevväxlingen, i Anthony Graftons formulering, visar hur han ”diskuterar materialet med Scholem över tid på flera sätt som tydligt visar på en process av upptäckt och eftertanke.” Pierluigi Piovanelli anser sig däremot finna tecken i korrespondensen på att Smith har förfalskat brevet, med, som han anser, avsikt att främja en ny infallsvinkel i studiet av den historiske Jesus.

#### Smiths förmågor
Helmut Koester berättar att Morton Smith inte var någon duktig formkritiker och att det vore ”totalt bortom hans förmåga att förfalska en text som, med avseende på formkritik, är en fulländad äldre form av samma berättelse som den i Johannesevangeliets 11:e kapitel om uppväckandet av Lasaros.” År 1963 träffades Koester och Smith under en veckas tid flera timmar per dag för att diskutera detaljer kring uttolkningen av brevet och Hemliga Markusevangeliet. Under den perioden insåg Koester att Smith verkligen kämpade med att förstå och tolka dokumentet. Han hade också problem med att tyda den grekiska 1700-talshandstilen. Koester skriver: ”Självklart skulle en förfalskare inte ha haft de problem som Morton kämpade med. Eller så var Morton Smith en fulländad skådespelare och jag en fullständig idiot.” Roy Kotansky, som arbetat med grekiska översättningar tillsammans med Smith, menar att Smith visserligen var bra på grekiska men saknade den förståelse för språkets nyanser som en verklig filolog äger, och därför omöjligen kunde ha skapat vare sig det handskrivna brevet eller den grammatiska texten däri. Han menar att ytterst få äger en sådan förmåga. Scott G. Brown och Eckhard Rau menar att Smiths uttolkning av den längre passagen ur Hemliga Markusevangeliet inte stämmer med dess innehåll, och Rau menar att Smith borde ha kunnat utforma den mer i linje med sina egna uppfattningar om han verkligen hade förfalskat den. Michael Kok anser att förfalskningshypotesens akilleshäl är att Smith till synes har saknat erforderlig kompetens för att alls kunna skapa brevet.

## Tillkomst, tid och författarskap

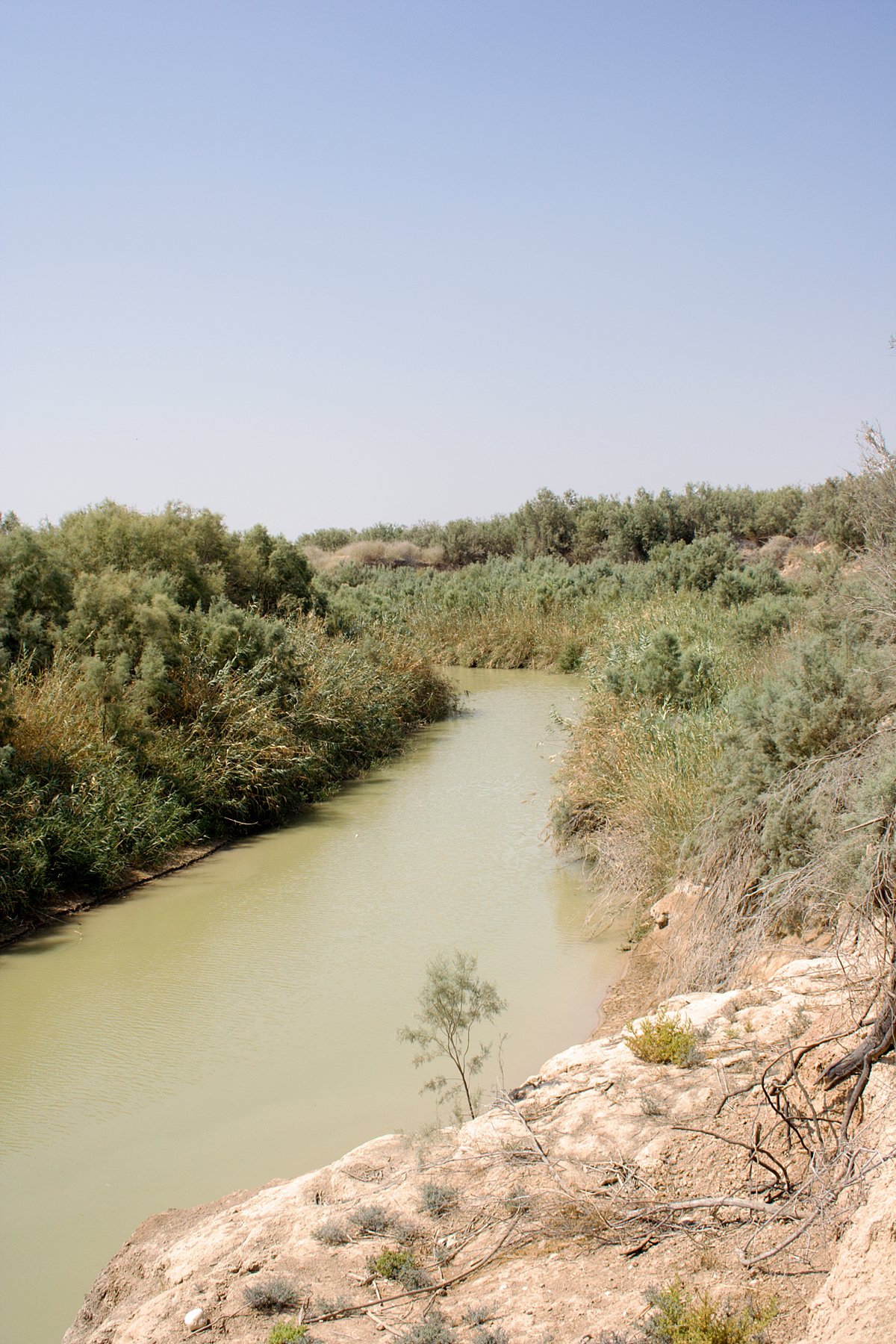
Jordanfloden som Jesus sägs ha korsat både på väg till och från Bethania.

Bland dem som förutsätter att brevet inte är en nutida (eller medeltida) förfalskning, förekommer tre huvudsakliga förslag på när Hemliga Markusevangeliet skrevs. Antingen betraktas det som det ursprungliga Markusevangeliet, skrivet före det kanoniska Markusevangeliet och som det äldsta bevarade evangeliet över huvud taget. Eller så betraktas det som en utökning av Markusevangeliet gjord antingen av Markus själv i enlighet med det Klemens skriver i brevet, eller av någon annan, dock snart efter att det ursprungliga evangeliet skrevs och sannolikt innan Matteusevangeliet och Lukasevangeliet skrevs. Den vanligaste ståndpunkten är dock att betrakta evangeliet som en senare (gnostisk) utökning av Markusevangeliet gjord under 100-talet, i så fall före Klemens tid (cirka 200) och oftast innan Karpokrates var aktiv (cirka 130).

### Senare plagiat gjort på 100-talet
Ett antal forskare menar att de båda citerade passagerna ur Hemliga Markusevangeliet har skapats genom att olika delar har hämtats från de fyra kanoniska evangelierna. Detta skulle i så fall förlägga Hemliga Markusevangeliets tillkomst till efter det senast skrivna bibliska evangeliet, oftast ansett vara Johannesevangeliet. F. F. Bruce anser att de av Klemens citerade passagerna utgör ett kollage hämtat huvudsakligen från Markusevangeliet med inslag från Matteusevangeliet och med en svag genklang från Johannesevangeliets 11:e kapitel om uppväckandet av Lasaros från de döda. Han ser förlagorna i bland annat kvinnan som kastade sig för Jesu fötter i Mark 7:25, vädjan om medkänsla i Matt 15:22–23, Jesu ilska i en läsart av Mark 1:41, graven i trädgården i Joh 19:41, undanrullandet av stenen framför graven i Matt 28:2, att Jesus tar i handen i Mark 1:31 och 5:41, Jesu kärlek till männen i Mark 10:21 och Joh 13:23, bönfallandet om att få vara med Jesus i Mark 5:18, de sex dagarna i Mark 9:2, linneskynket på den bara kroppen i Mark 14:51 och att två lärjungar ”stannade hos honom den dagen” i Joh 1:39. Robert Gundry anser att styckena är konstruerade utifrån den bibliska berättelsen om den rike unge mannen genom att uttrycken ”unge man” (grekiska: neaniskos) hämtats från Matt 19:20 och 22; ”Jesus såg på honom med kärlek” från Mark 10:21; och ”ty han var rik” från Luk 18:23. Robert Grant menar att allt om den unge mannen hämtats från de bibliska evangelierna, då från tidigare nämnda Matt 19:20 och 22, från berättelserna om den unge mannen i graven i Mark 16:5, om den unge man som Jesus uppväcker från de döda i Luk 7:14 och om den unge man som enbart bar ett linnetyg på sin bara kropp i Mark 14:51–52.

### Tidig utökning avMarkusevangeliet, möjligen gjord av Markus själv
Bland andra Morton Smith och Scott G. Brown har argumenterat för att Hemliga Markusevangeliet är en tidigt gjord utökning av Markusevangeliet. Charles Hedrick menar att det är lika troligt att Markus utökade sitt eget evangelium, som att någon med grekisk-romersk utbildning gjorde det. Brown anser att denna utökning har gjorts av samma person som skrev Markusevangeliet. Som stöd för att båda evangelierna har samma författare anför Brown bland annat att de skrivits med samma berättartekniker, däribland interkalationer och omslutningsberättelser (se ovan).

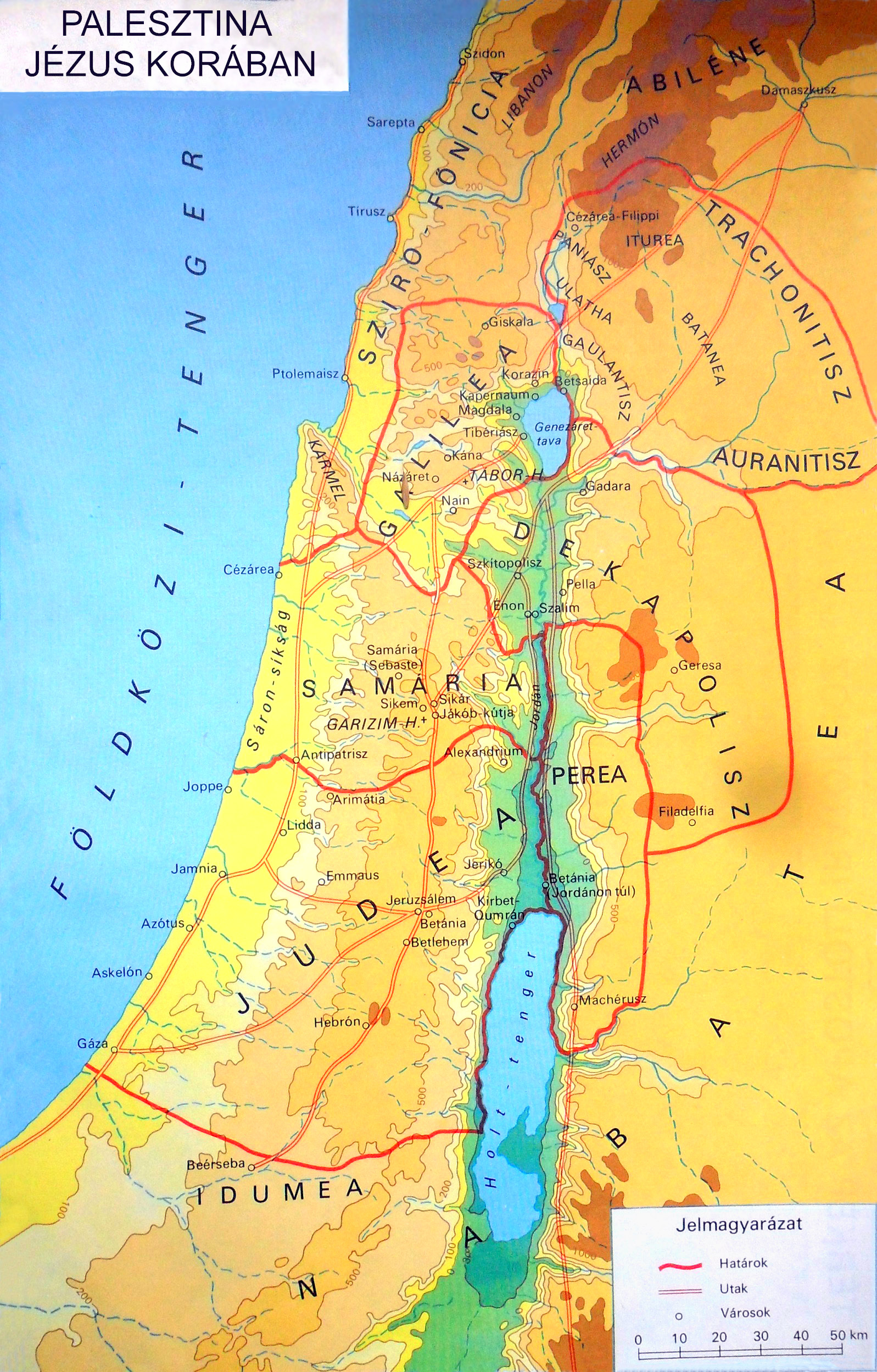
Karta över Palestina på “Jesu tid”. Jesus sägs i norra Judeen ha korsat Jordan, ha vandrat söderut genom Pereen, uppväckt ynglingen i Bethania varefter han på nytt korsat Jordan och gått till Jeriko.

Språket liknar Markusevangeliets, men likheterna med övriga evangelier är betydligt svagare. Brown menar att det mest är vaga och generella likheter och att det finns endast två paralleller som är verkliga paralleller. I det första fallet (Matt 28:2) är ändå likheten större med Mark 16:3 och i det andra, ”ty han var rik” (Luk 18:23), menar Brown att det är rimligare att antaga att författaren använde ordet ”rik” för att det bättre stämmer med någon som äger ett hus. Och, menar Brown, om författaren uttrycker sig som författaren av Markusevangeliet, är det rimligare att som Klemens skriver anta att båda skrifterna har samma författare, än att anta att en författare skulle ha lyckats imitera en annan.

#### Jesu färdväg
Med de citerade passagerna ur Hemliga Markusevangeliet infogade i Markusevangeliet uppkommer en berättelse där Jesus på väg mot Jerusalem vandrar från Galileen in i norra Judeen, korsar Jordan på väg österut och vänder söderut genom Pereen på den östra sidan av Jordan, möter en rik man som han uppmanar att ge allt han äger åt de fattiga och följa honom (Mark 10:17–22), kommer till Bethania, fortfarande ”på andra sidan Jordan”, där han uppväcker den unge mannen från de döda (Heml Mark 1), korsar därefter Jordan på nytt och fortsätter västerut mot Jeriko medan han tillbakavisar Jakobs och Johannes begäran att få sitta vid hans sida i himlen (Mark 10:35–45), anländer till Jeriko där han inte tar emot de tre kvinnorna (Mark 10:46a + Heml Mark 2) och lämnar därefter Jeriko för att möta den blinde Bartimaios och ge honom synen åter (Mark 10:46b–52).

#### Likheter i uppväckelsescenerna
Likheterna mellan uppväckandet av ynglingen i Hemliga Markusevangeliet och av Lasaros i Johannesevangeliet 11 är påtagliga, även om det också finns klara skillnader. I båda fallen föregås händelsen av att lärjungarna är oroliga för att Jesus ska gripas. I båda fallen är det systern till den döde brodern som kommer och ber Jesus om hjälp; de går till graven (som i båda fallen finns i Bethania), stenen avlägsnas och Jesus uppväcker den unge mannen från de döda varefter denne kommer ut ur graven. Händelserna inträffar i båda evangelierna kronologiskt på samma plats i berättelsen, efter att Jesus lämnat Galileen gått in i Judeen och därefter över till andra sidan av Jordan.
Flera har argumenterat för att berättelsen i Hemliga Markusevangeliet bygger på den i Johannesevangeliet. Andra argumenterar för att de oberoende av varandra använt en gemensam källa eller bygger på en gemensam tradition. Det faktum att Lasaros och hans syster Maria inte namnges i Hemliga Markusevangeliet och att den andra systern, Marta, inte alls figurerar i berättelsen, talar emot att Hemliga Markusevangeliet bygger på Johannesevangeliet. I båda fallen sker uppväckandet i en by vid namn Bethania, men i Johannesevangeliet är det en by belägen i utkanten av Jerusalem medan det Bethania som omtalas i Hemliga Markusevangeliet ligger på andra sidan Jordan där enligt Johannesevangeliet 1:28 och 10:40 Johannes döparen döpte. Det faktum att Hemliga Markusevangeliet omtalar ett annat Bethania och dessutom utelämnar namnen på huvudpersonerna, samt att ett antal andra särdrag i Johannesevangeliet saknas, som terminologi, tidsförlopp och avståndsangivelser, talar emot att evangeliet bygger på Johannesevangeliet. Michael Kok menar i likhet med flera andra, att detta också talar emot att Johannesevangeliet bygger på Hemliga Markusevangeliet, och att det sannolikaste därför är att de båda bygger på en gemensam tradition.

#### Information om vad som hände i Jeriko

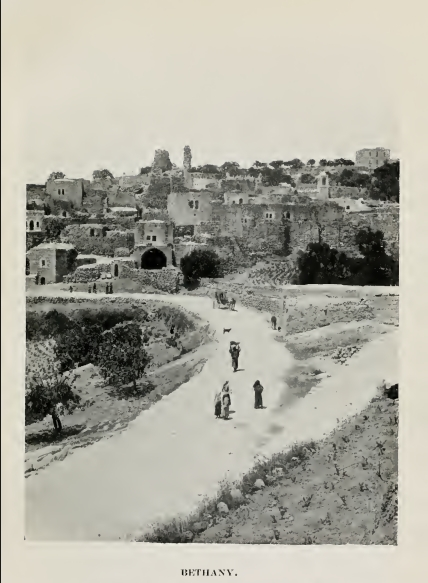
Vägen från Jeriko in till byn Bethania på Olivbergets sluttning cirka 3 km från Jerusalem i ett foto från 1913. Det var här Jesus enligt Joh 11 uppväckte Lasaros från de döda, men det är ett annat Bethania än det där Jesus uppväckte ynglingen i Hemliga Markusevangeliet.

Det andra utdraget ur Hemliga Markusevangeliet löser också det gap som till synes finns i Mark 10:46: ”De kom till Jeriko. Och när Jesus lämnade staden tillsammans med sina lärjungar ...” Många har frågat sig varför inget sägs om vad han gjorde i Jeriko. Morton Smith framhåller att konstruktionen att Jesus kom till ett ställe och sedan lämnade detsamma är vanlig hos Markus, men normalt först efter att Jesus har gjort något. Robert Gundry menar dock att eftersom Jesus botar den blinde Bartimaios på vägen från Jeriko, motiverar detta att Markus nämnde att Jesus kom till Jeriko, utan att skildra att han gjorde något där. Han hänvisar till Mark 7:31 där det sägs att Jesus lämnade ”trakten kring Tyros och gick över Sidon till Galileiska sjön” – dock sägs han inte där ankomma och lämna Sidon utan bara passera staden. På grund av denna lucka – lakun – i berättelsen har det spekulerats i att informationen om det som hände i Jeriko har gått förlorad. Men med tillägget från Hemliga Markusevangeliet löses detta problem: ”De kom till Jeriko och där var systern till den yngling som Jesus älskade och hans moder och Salome, och Jesus tog inte emot dem. Och när Jesus lämnade staden ...”. Det faktum att texten blir mer begriplig med tillägget från Hemliga Markusevangeliet, plus att Salome nämns i detsamma (och passagen därför kan ha väckt misshag eftersom hon allra senast på 100-talet var populär i gnostiska kretsar), är en indikation på att Hemliga Markusevangeliet har skrivits först och att Bibelns Markusevangelium blev resultatet av att vissa element, som exempelvis detta, plockades bort ur Hemliga Markusevangeliet. Andra menar att det vore naturligt för någon att senare vilja fylla i de uppenbara luckor som förekommer i Markusevangeliet.

### Förlagan tillMarkusevangelietoch det äldsta kända evangeliet

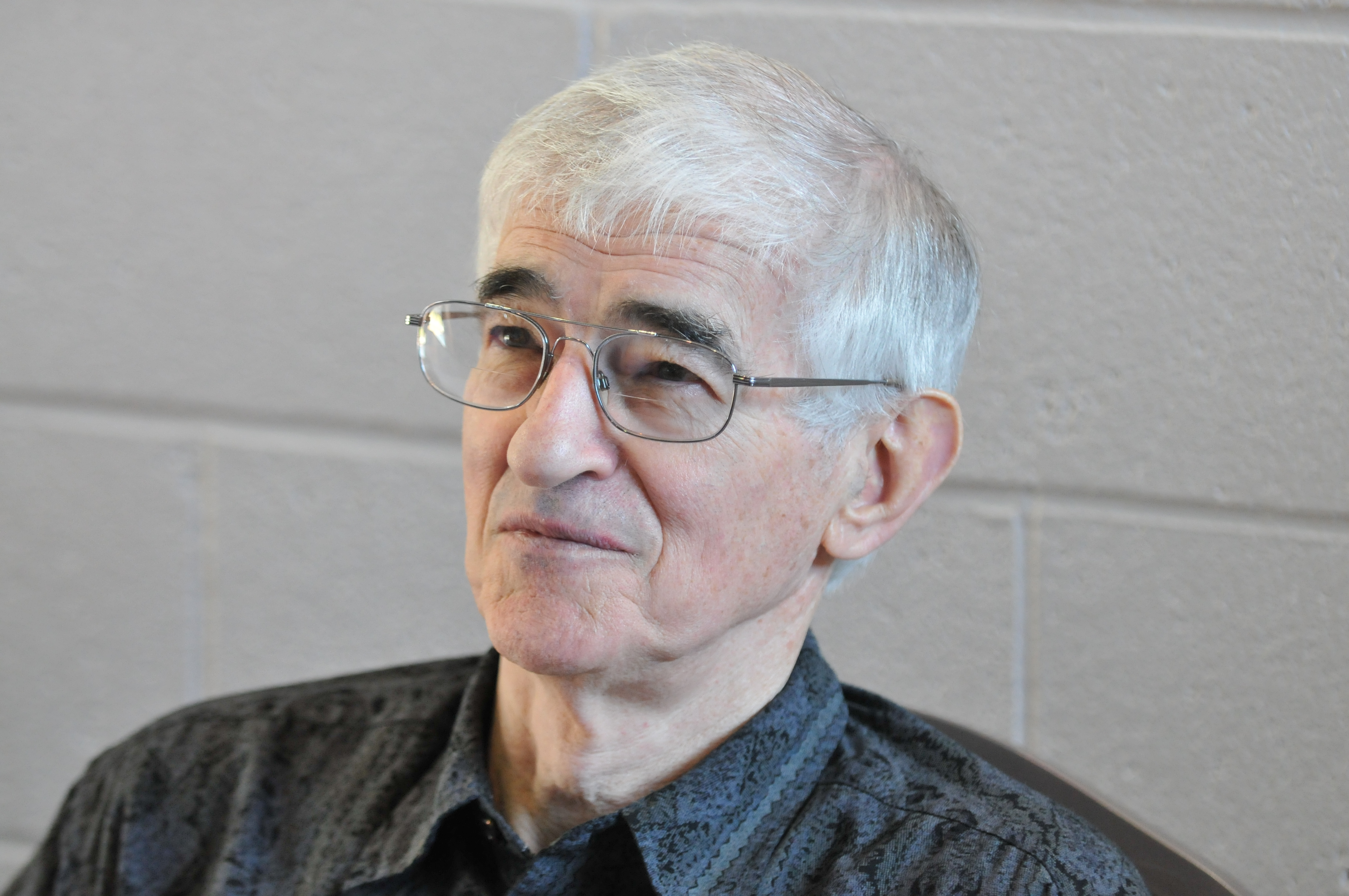
John Dominic Crossan som inte bara anser att Hemliga Markusevangeliet är äkta utan också att det är förlagan till Markusevangeliet.

Hemliga Markusevangeliet uppkom enligt Klemens genom att Markus lade till ytterligare material till sin första bok, således menade han att Markusevangeliet skrevs först. En annan möjlighet som vissa hävdar, är att det längre evangeliet var det ursprungliga, och att Bibelns Markusevangelium blev resultatet av att visst material avlägsnades från detta. Bland andra Helmut Koester, Hans-Martin Schenke, Ron Cameron, och John Dominic Crossan menar att Hemliga Markusevangeliet skrevs först, och att Markusevangeliet uppkom genom att Hemliga Markusevangeliet beskars på material. Såväl Koester som Crossan har utvecklat teorier kring en rätt omständlig process i flera steg för evangeliernas tillkomst där Hemliga Markusevangeliet är ett av stegen.

#### Spår av lämningar frånHemliga MarkusiMarkusevangeliet
Några forskare menar sig kunna finna spår i Markusevangeliet efter några av de passager i Hemliga Markusevangeliet som man antar har avlägsnats i samband med skapandet av Markusevangeliet. Meyer menar att den unge mannen som Jesus uppväcker i Hemliga Markusevangeliet snarare är en litterär gestalt än en verklig historisk person och att denne dyker upp på några ställen i Markusevangeliet där Hemliga Markusevangeliet innehöll mer text. Den unge mannen (grekiska: νεανίσκος, neaniskos) bär endast ett linnetyg (grekiska: σινδόνα, sindona) på sin bara kropp. Detta påminner om Mark 14:51–52, där en icke namngiven yngling (grekiska: neaniskos) utan förklaring följer efter Jesus med endast ett linnetyg (grekiska: sindona) på sin bara kropp, och detta slits av honom så att han flyr därifrån naken. Ordet sindōn förekommer också i Mark 15:46 där det åsyftar det linnetyg med vilket Jesus sveptes, och neaniskos används i Mark 16:5 om den unge man som iklädd en vit dräkt sitter i den i övrigt tomma graven när kvinnorna anländer för att smörja den döde Jesus kropp. Flera har föreslagit att den flyende nakne ynglingen i Mark 14:51–52 och ynglingen i Jesu grav i Mark 16:5, är samme yngling som den Jesus uppväcker i Hemliga Markusevangeliet. Fowler föreslår att även den rike (och i parallellstället i Matteusevangeliet 19:20, unge) mannen som före uppväckelsescenen i Hemliga Markusevangeliet går sin väg bedrövad (Mark 10:17–22), är samme yngling, vilken också identifieras med Lasaros och den älskade lärjungen i Johannesevangeliet.
Schenke tolkar den flyende ynglingen i Getsemane (Mark 14:51–52) som en andlig dubbelgångare till Jesus och som själen som kläs av naken. Meyer ser en miniberättelse om en ung man som symbol för lärjungaskapet parallellt följa Jesus genom hela berättelsen. Första spåret efter denne yngling är i berättelsen om den rike mannen som bedrövad går sin väg då han inte kan avstå från sina rikedomar (Mark 10:17–22); det andra den från de döda uppväckte unge mannen som Jesus inviger i Guds rikes mysterium (Heml Mark 1, efter Mark 10:34); det tredje Jesus avvisande av den unge mannens syster och moder samt av Salome (Heml Mark 2, Mark 10:46); det fjärde den unge mannen i Getsemane iklädd enbart ett linneskynke som slits av honom så att han flyr naken (Mark 14:51–52); det femte den unge mannen i graven med den vita dräkten åter på plats och som meddelar Salome och de andra kvinnorna att Jesus är uppstånden (Mark 16:1–8). Här skulle i så fall Hemliga Markusevangeliet kunna kasta ljus över märkligheter i Markusevangeliet; märkligheter som skulle kunna vara resultatet av att ett ursprungligen längre (mystiskt) Markusevangelium beskurits och att därför den kvarvarande texten i Markusevangeliet blivit ofullständig.

### Hemliga Markusevangelieti evangelierekonstruktioner
Medan vissa forskare, som exempelvis Larry Hurtado och Francis Watson, menar att forskarsamhället inte bör befatta sig med Hemliga Markusevangeliet vad gäller studier om Markusevangeliet och kristendomens uppkomst, eftersom brevets äkthet är så ifrågasatt och enligt dem sannolikt också en förfalskning, kan andra som Marvin Meyer för sin rekonstruktion förutsätta att brevet och evangeliet är äkta, medan Eckhard Rau menar att så länge som handskriften inte går att undersöka och heller inga starka skäl föreligger för att brevet är en förfalskning, bör det tills vidare betraktas som ett äkta brev tillkommet i kretsen kring Klemens av Alexandria.